# Liste von Mühlen an der Zschopau
Die Liste von Mühlen an der Zschopau gibt eine Übersicht über die historischen Wassermühlen an der  Zschopau und deren Zuflüssen unabhängig davon, ob sie noch existieren oder bereits verfallen und abgerissen sind. Es wurden etwa 130 Mühlenstandorte erfasst. Viele Mühlen existieren nicht mehr, einige sind umgebaut und dienen anderen Zwecken.
Bei Mühlen, die unter Denkmalschutz stehen, kann über die ID-Nummer der jeweilige Denkmaltext aus der sächsischen Denkmalliste aufgerufen werden. Die historische Bedeutung der Mühlen als Einzeldenkmale ergibt sich aus dem Denkmaltext des Landesamts für Denkmalpflege Sachsen.

## Legende
- Bild: zeigt ein Bild der Mühle und gegebenenfalls zusätzlich einen Link zu weiteren Fotos im Medienarchiv Wikimedia Commons.
- Bezeichnung: Name der Mühle und gegebenenfalls Bauwerksname des Kulturdenkmals
- Lage: Ortsteil bzw. Gemarkung sowie Straßenname und Hausnummer. Der Link Karte führt zur Kartendarstellung.
- Datierung: gibt das Jahr der Fertigstellung oder den Zeitraum der Errichtung an.
- Beschreibung: Angabe baulicher und geschichtlicher Einzelheiten, von Denkmaleigenschaften sowie ehemaligen Besitzern oder Bewohnern der Mühle
- ID: Falls die Mühle ein Kulturdenkmal ist, ist hier die ID-Nr. des Landesamts für Denkmalpflege Sachsen angegeben. Ein ggf. vorhandenes Icon  führt zu den Angaben bei Wikidata.

## Liste von Mühlen an der Zschopau
Die Liste der ehemaligen Mühlen ist entsprechend der örtlichen Lage von der Quelle bis zur Mündung gegliedert.
| Bild                                    | Bezeichnung | Lage                                                          | Datierung               | Beschreibung | ID       |
| --------------------------------------- | --- | ------------------------------------------------------------- | ----------------------- | --- | -------- |
| Direkt Bild zu diesem Denkmal hochladen | Papiermühle Crottendorf | Crottendorf, Annaberger Straße (Karte)                        |                         | ehem. Papiermühle Crottendorf, genaue Lage unklar |          |
| Direkt Bild zu diesem Denkmal hochladen | Kehrermühle Crottendorf | Crottendorf, Annaberger Straße 159 (Karte)                    |                         | ehem. Kehrermühle Crottendorf (auch Unterste Mühle) |          |
| Direkt Bild zu diesem Denkmal hochladen | Mühle Schlettau | Schlettau, Mühlgasse 6 (Karte)                                | um 1905                 | ehem. Mühle Schlettau; Mühlenwohnhaus (Mühlgasse 6) mit Industriemühlenanbau (Nach den Heiden 12); bildprägende Putzbauten mit einheitlicher Klinkergliederung, baugeschichtlich, technikgeschichtlich und ortsgeschichtlich von Bedeutung. | 08990688 |
|                                         | Schlossmühle Schlettau | Schlettau, Schloßplatz 6 (Karte)                              | 18. Jh.                 | ehem. Schlossmühle Schlettau (auch Malzmühle); Wohnmühlenhaus mit Resten des Mühlgrabens; mächtiges Bruchsteingebäude in ruinösem Zustand, dennoch baugeschichtlich, ortsgeschichtlich und heimatgeschichtlich von Bedeutung. | 08990642 |
| Direkt Bild zu diesem Denkmal hochladen | Neue Schlossmühle Schlettau | Schlettau, Talstraße 1 (Karte)                                |                         | ehem. Neue Schlossmühle Schlettau |          |
| Direkt Bild zu diesem Denkmal hochladen | Spinnmühle Naumann & Lohse; Alte Spinnmühle Schlettau                                                                                       | Schlettau, Talstraße 4 (Karte)                                | 1824                    | ehem. Alte Spinnmühle; Putzbau auf dem Grundriss eines griechischen Kreuzes sowie zwei weitere Gebäude, baugeschichtlich, ortsgeschichtlich und industriegeschichtlich von Bedeutung. | 08990938 |
| Direkt Bild zu diesem Denkmal hochladen | Hintermühle Dörfel | Dörfel, Talstraße 3 (Karte)                                   |                         | ehem. Hintermühle Dörfel |          |
| Direkt Bild zu diesem Denkmal hochladen | Talmühle Hermannsdorf | Hermannsdorf, Dorfstraße 2 (Karte)                            | nach 1800               | Ehemaliges Wohnmühlenhaus, später Gasthof; Obergeschoss Fachwerk verkleidet, baugeschichtliche und ortsgeschichtliche Bedeutung. | 08986174 |
| Direkt Bild zu diesem Denkmal hochladen | Spinnerei Tannenberg | Tannenberg, Schlettauer Straße 8 (Karte)                      |                         | ehem. Mühle, später Spinnerei Tannenberg, genaue Lage unklar |          |
| Weitere Bilder                          | Evans-Fabrik Siebenhöfen | Tannenberg, Geyersche Straße 31; 33 (Karte)                   | 1809–1812               | ehem. Spinnmühle Tannenberg am Geyerbach; Spinnmühle (Nr. 33) und Fabrikantenvilla mit Nebengebäude (Nr. 31) und Tor; Spinnmühle stattlicher Putzbau mit Ecksäulen, eine der ersten Anlagen dieser Art im Erzgebirge, benannt nach dem aus England stammenden Fabrikanten Evan Evans (1765–1844), Begründer der sächsischen Baumwollspinnerei. Fabrikantenvilla architektonisch ansprechend gestalteter Bau der Jahrhundertwende, funktionaler Zusammenhang zur benachbarten Fabrik, von baugeschichtlicher, ortshistorischer, wirtschaftsgeschichtlicher und industriegeschichtlicher Bedeutung. | 08991354 |
|                                         | Baumwoll-Spinnerei und Färberei Carl Ferdinand Höffer Tannenberg                                                                            | Tannenberg, An der Alten Post 2; 4 (Karte)                    | 1907                    | ehem. Spinnmühle Tannenberg am Geyerbach, später Baumwoll-Spinnerei und Färberei Carl Ferdinand Höffer. Fabrikantenvilla (Nr. 2), Verwaltungsgebäude, Fabrik (Nr. 4) und wassertechnische Anlage (Mühlgraben, Wasserhaus und Wasserleitung zur Fabrik) eines Spinnmühlenanwesens; eine der ersten Industriemühlen des Erzgebirges, überörtliche Bedeutung baugeschichtlicher, ortshistorischer und technikgeschichtlicher Art. | 08991342 |
| Direkt Bild zu diesem Denkmal hochladen | Ölmühle; Westmühle Tannenberg | Tannenberg, Obere Dorfstraße 24; 25 (Karte)                   | nach 1800               | ehem. Ölmühle; Westmühle Tannenberg am Geyerbach; Wohnmühlenhaus (Nr. 24) und Seitengebäude (Nr. 25) eines Mühlenanwesens; Wohnmühlenhaus Obergeschoss Fachwerk, ortsgeschichtlich und baugeschichtlich von Bedeutung. | 08991343 |
| Direkt Bild zu diesem Denkmal hochladen | Wassermühle Tannenberg | Tannenberg, Annaberger Straße 5 (Karte)                       |                         | ehem. Mühle und Sägewerk Tannenberg |          |
| Direkt Bild zu diesem Denkmal hochladen | Hess-Gut; Lötzschmühle Tannenberg | Tannenberg, Annaberger Straße 59 (alt 47) (Karte)             | 1885                    | ehem. Lötzschmühle Tannenberg; Wohnstallhaus, Zufahrtsbrücke über die Zschopau und Silo eines Mühlenanwesens; Wohnstallhaus zeittypischer Putzbau, Hochsiloanlage bestehend aus je einem Rundsilo rechts und links der Zufahrtsbrücke, baugeschichtliche und technikgeschichtliche Bedeutung. | 08991317 |
| Direkt Bild zu diesem Denkmal hochladen | Loos-Mühle Tannenberg | Tannenberg, Annaberger Straße 51 (Karte)                      | um 1850                 | ehem. Loos-Mühle Tannenberg; Wohnhaus eines Mühlenanwesens, mit Resten des Mühlgrabens; zeittypischer Putzbau, ehemalige Knochenmühle, ortsgeschichtliche Bedeutung. | 08991316 |
| Direkt Bild zu diesem Denkmal hochladen | Schönfelder Papierfabrik | Schönfeld, Tannenberger Straße 4 (Karte)                      |                         | ehem. Mühle, später Schönfelder Papierfabrik |          |
| Direkt Bild zu diesem Denkmal hochladen | Spinnerei Schönfeld | Schönfeld, Auenweg (Karte)                                    |                         | ehem. Mühle, später Spinnerei Schönfeld, genaue Lage unklar |          |
| Weitere Bilder                          | Klemm-Mühle Wiesa | Wiesa, Talstraße 10 (Karte)                                   | Mitte 19. Jh.           | ehem. Klemm-Mühle Wiesa (Thermalbad Wiesenbad); Wohnmühlenhaus und Produktionsgebäude eines Mühlenanwesens, mit Mühlgraben; zentrale Lage, baugeschichtlich und ortsgeschichtlich von Bedeutung. | 08967551 |
| Direkt Bild zu diesem Denkmal hochladen | Strobel-Mühle Wiesenbad | Thermalbad Wiesenbad, Waldweg 1 (Karte)                       |                         | ehem. Strobel-Mühle, bis 1945 Holzschleiferei, später Pension, jetzt Wohnhaus |          |
| Direkt Bild zu diesem Denkmal hochladen | Badmühle Wiesenbad | Thermalbad Wiesenbad, Mühle 9 (Karte)                         |                         | ehem. Badmühle Wiesenbad |          |
| Direkt Bild zu diesem Denkmal hochladen | Turbinenhaus Wiesenbad | Thermalbad Wiesenbad (Karte)                                  |                         | Turbinenhaus Thermalbad Wiesenbad |          |
| Direkt Bild zu diesem Denkmal hochladen | Flachsspinnerei Wiesenbad | Thermalbad Wiesenbad (Karte)                                  |                         | ehem. Mühle, später Flachsspinnerei Wiesenbad, sog. „Aktienspinnerei Wiesenbad“ der Firma Meyer & Co. AG, bei der Errichtung des Kurparks um 1999/2000 abgerissen, genaue Lage unklar |          |
| Weitere Bilder                          | Spinnerei Himmelmühle | Thermalbad Wiesenbad, Himmelmühle 3; 5; 12; 14 (Karte)        | 1834                    | ehem. Mühle, später Spinnerei, teilweise abgerissen. Spinnerei Himmelmühle; Herrenhaus (Nr. 12), ehem. Schule (später Wohnhaus, Nr. 3), Remise (Wolllager der ehem. Spinnerei; neben Nr. 3), Gasthaus (»Kurzes Haus«, Nr. 5), Nebengebäude (»Langes Haus«, Nr. 14), Gebäudeteile der Spinnmühle (Fabrikgebäude), Mühlgraben eines ehemaligen Mühlenanwesens sowie Garten, Reste des Pavillons und Einfriedung; landschaftsgestaltendes und einst autarkes Ensemble von baugeschichtlicher, regionalgeschichtlicher sowie technikgeschichtlicher, gartengeschichtlicher und gartenkünstlerischer Bedeutung, Garten als einzigartiges Zeugnis des Repräsentationswillens und der gartengestalterischen Vorlieben eines Spinnereifabrikanten in dezentraler Lage. | 08967489 |
| Weitere Bilder                          | Gasthaus Himmelmühle | Thermalbad Wiesenbad, Himmelmühle 6; 8 (Karte)                | 1. Hälfte 19. Jh.       | ehem. Himmelmühle Thermalbad Wiesenbad; Gasthaus Himmelmühle; Ehemaliges Gasthaus und Nebengebäude; am Standort einer Mühle errichtetes Gasthaus, ortsgeschichtlich und baugeschichtlich von Bedeutung. | 09306034 |
| Direkt Bild zu diesem Denkmal hochladen | Holzschleife Oberau | Schönbrunn, Oberauer Weg 63 (Karte)                           |                         | ehem. Mühle, später Holzschleife Oberau |          |
| Direkt Bild zu diesem Denkmal hochladen | Amtsmühle Wolkenstein | Wolkenstein, Annaberger Straße (Karte)                        |                         | ehem. Amtsmühle Wolkenstein |          |
| Weitere Bilder                          | Hüttenmühle Gehringswalde | Gehringswalde, Hauptstraße 58; 58b (Karte)                    | 1836                    | ehem. Hüttenmühle Gehringswalde am Mühlbach – Walkmühle. Zwei Wohnhäuser und Scheune der Hüttenmühle; älteres Wohnhaus mit Fachwerk-Obergeschoss, baugeschichtlich, ortsgeschichtlich und landschaftsprägend von Bedeutung. | 09206943 |
| Direkt Bild zu diesem Denkmal hochladen | Waldmühle Wolkenstein | Wolkenstein, Badstraße 18 (Karte)                             |                         | ehem. Waldmühle Wolkenstein |          |
| Weitere Bilder                          | Mühle Warmbad | Warmbad, Floßplatzer Weg 14 (Karte)                           |                         | ehem. Mühle Warmbad, 1835 Baumwollspinnerei Falkenhorst, 1861 Baumwollspinnerei Ahner, jetzt Metallverarbeitungsfirma |          |
| Direkt Bild zu diesem Denkmal hochladen | Heidelbach-Mühle | Drebach, Wolkensteiner Straße 226 (Karte)                     |                         | ehem. Mühle im Heidelbachtal |          |
| Direkt Bild zu diesem Denkmal hochladen | Wasserkraftwerk Hopfgarten | Hopfgarten (Karte)                                            |                         | ehem. Mühle, später Wasserkraftwerk Hopfgarten |          |
| Direkt Bild zu diesem Denkmal hochladen | Wollreißerei Scharfenstein; Chemnitzer Holzstofffabrik F. W. Strobel AG                                                                     | Scharfenstein, Am Plan 38b (Karte)                            | um 1910                 | ehem. Mühle, später Wollreißerei Scharfenstein; Chemnitzer Holzstofffabrik F. W. Strobel AG; Wasserkraftanlage der ehem. Wollreißerei, bestehend aus Wehr, Werkskanal mit Schützen und Freiflutern sowie Turbinengebäude einschließlich technischer Ausstattung; wasserbauliche und technische Anlagen zur Stromerzeugung von großer Seltenheit, Vollständigkeit und Authentizität und damit von besonderem technikgeschichtlichen und wirtschaftsgeschichtlichen Wert, darüber hinaus als Zeugnis der Produktionsgeschichte am Standort wirtschaftsgeschichtlich von Bedeutung. | 09307004 |
| Direkt Bild zu diesem Denkmal hochladen | Mühle Scharfenstein | Scharfenstein, August-Bebel-Straße (Karte)                    |                         | ehem. Mühle Scharfenstein, genaue Lage unklar |          |
| Direkt Bild zu diesem Denkmal hochladen | Griesmühle Grießbach | Grießbach, Bahnhofstraße (Karte)                              |                         | ehem. Griesmühle Grießbach, wüst, genaue Lage unklar |          |
|                                         | Baumwollspinnerei Bodemer Zschopau | Zschopau, Spinnereistraße 212; 212b; 214 (Karte)              | 1. Hälfte 19. Jh.       | ehem. Spinnmühle Zschopau mit Mühlgraben; Spinnerei mit Fabrikgebäuden (Nr. 214, aus zwei Bauphasen), Remisengebäude (212b), Transformatorenhaus, Treppe zum Bahnhof, Verwaltungsgebäude (Nr. 212) und Wehr in der Zschopau mit Mühlgraben; industriegeschichtlich bedeutendster Komplex in Zschopau, verbunden mit dem Namen der Industriellenfamilie Bodemer, beeindruckende Gesamtanlage, qualitätvolle Bauteile, Ablesbarkeit der Entwicklung, überwiegend original erhalten, Wehr nach eigenem Entwurf Johann Georg Bodemers, baugeschichtlich, ortsgeschichtlich und technikgeschichtlich von Bedeutung. | 08961662 |
| Direkt Bild zu diesem Denkmal hochladen | Spinnerei Zschopau | Zschopau, Obere Mühlstraße 17 (Karte)                         | 1837/38                 | Ehem. Spinnerei Zschopau. Ehemaliges Spinnereigebäude mit vorgelagertem Garten und Gartenhäuschen; imposanter dreigeschossiger Fabrikbau herrschaftlichen Charakters, Mittelrisalit mit Tympanon, Originaltür, baugeschichtlich und ortsgeschichtlich von Bedeutung. | 08961489 |
|                                         | Spinnmühle Wunderlich Zschopau | Zschopau                                                      |                         | ehem. Spinnmühle, später mechanische Weberei Gottlob Wunderlich, genaue Lage unklar |          |
| Direkt Bild zu diesem Denkmal hochladen | Baumwollspinnerei Oehme Zschopau | Zschopau, Am Zweigwerkufer (Karte)                            | 1826                    | ehem. Mühle, später Baumwollspinnerei Oehme Zschopau, teilweise abgerissen; Hauptgebäude mit Anbau, Maschinenraum und Schornstein sowie Wohngebäude einer Spinnerei einschließlich Brücke über den Mühlgraben und Ausfluss des Mühlgrabens in die Zschopau; bemerkenswerte, historisch gewachsene Industrieanlage, eine der frühen Gewerbegründungen in der Stadt, Gründungsphase vertreten durch das in wesentlichen Teilen erhaltene Wohngebäude, Expansionsphase durch das breitgelagerte, viergeschossige Hauptgebäude, baugeschichtlich und technikgeschichtlich von Bedeutung. | 08961751 |
| Direkt Bild zu diesem Denkmal hochladen | Bleiche am Alten Siechen Zschopau | Zschopau, Krumhermersdorfer Straße 2; 4; 6                    | um 1910                 | keine Mühle, Bleiche am ehem. Mühlgraben, mit Altbau (Nr. 4), Neubau (Nr. 2), Wohnhaus (Nr. 6), ehemaligem Bleichgarten mit zwei Straßenbrücken über den Mühlgraben; historisch bedeutsamer Gewerbekomplex in markanter Lage, Garten wichtig als Gelände der ehemaligen Bleiche, baugeschichtlich, ortsgeschichtlich und technikgeschichtlich von Bedeutung. | 08961740 |
| Direkt Bild zu diesem Denkmal hochladen | Mühle Zschopau-Aue | Zschopau, In der Aue 264D (Karte)                             |                         | ehem. Mühle Zschopau-Aue |          |
| Direkt Bild zu diesem Denkmal hochladen | Mühle Kupferwaage Zschopau | Zschopau, In der Kupferwaage 264 (Karte)                      | letztes Drittel 19. Jh. | ehem. Mühle Kupferwaage Zschopau; Wohnmühlenhaus; stattlicher, weitestgehend original erhaltener Mühlenbau mit Wasserkraftnutzung, baugeschichtlich und technikgeschichtlich von Bedeutung. | 08961750 |
| Weitere Bilder                          | Rolle-Mühle und Blaufarbenwerk Zschopenthal                                                                                                 | Waldkirchen, Zschopenthal 15; 16; 17 (Karte)                  | 1845                    | ehem. Rolle-Mühle und Blaufarbenwerk Zschopenthal, urspr. Mahl- und Brettmühle; Einzeldenkmale der Sachgesamtheit Rolle-Mühle und Blaufarbenwerk Zschopenthal: Mühlengebäude (Zschopenthal 15), Wohnhaus (Zschopenthal 16) und Nebengebäude (Zschopenthal 17) eines Mühlenanwesens (Sachgesamtheit – ID-Nr. 09300170, Zschopenthal 7-31); ortshistorische und ortsbildprägende Bedeutung. Produzierende Getreidemühle | 09207496 |
| Direkt Bild zu diesem Denkmal hochladen | Mühle Witzschdorf | Witzschdorf, Witzschdorfer Hauptstraße 94 (Karte)             |                         | ehem. Mühle Witzschdorf, genaue Lage unklar |          |
| Direkt Bild zu diesem Denkmal hochladen | Alte Spinnerei Schönthal | Hennersdorf, Schönthalweg 32 (Karte)                          |                         | ehem. Mühle, später Spinnerei Schönthal in Hennersdorf |          |
|                                         | Alte Spinnerei; Werk- und Studienzentrum Hennersdorf                                                                                        | Hennersdorf, Bahnhofstraße 16; 18 (Karte)                     | um 1830                 | ehem. Mühle, Alte Spinnerei; Werk- und Studienzentrum Hennersdorf. Nördliches (Nr. 16) und südliches (Nr. 18) Fabrikgebäude einer ehemaligen Spinnerei; Nr. 16 lang gestreckter zweigeschossiger Putzbau mit leicht hervortretenden Kopfbauten, flacher übergiebelter Mittelrisalit, Gurtgesims, Nr. 18 viergeschossiger Putzbau mit Walmdach, als eine der frühen Baumwollspinnereien in Sachsen von großer industriegeschichtlicher Bedeutung. | 09240921 |
| Direkt Bild zu diesem Denkmal hochladen | Sägemühle Hennersdorf | Hennersdorf, Zschopauer Straße (Karte)                        |                         | ehem. Sägemühle Hennersdorf, genaue Lage unklar |          |
| Direkt Bild zu diesem Denkmal hochladen | Mühle Hennersdorf | Hennersdorf, Augustusburger Straße 27 (Karte)                 | 1869                    | ehem. Mühle Hennersdorf; Wohnhaus; zeittypischer Putzbau mit übergiebeltem Mittelrisalit und Freigespärre in den Giebeln, aufwendig gearbeitete Veranden, baugeschichtlich und ortsentwicklungsgeschichtlich von Bedeutung. | 09305172 |
| Direkt Bild zu diesem Denkmal hochladen | Mühle Kunnersdorf | Kunnersdorf, Brückenweg 1 (Karte)                             |                         | ehem. Mühle Kunnersdorf |          |
| Weitere Bilder                          | Hösler-Mühle; Spinnmühle Altenhain; Alte Merkelfabrik                                                                                       | Altenhain, Amselgrund 30 (Karte)                              | 1831                    | ehem. Hösler-Mühle am Schwarzbach; Spinnmühle Altenhain; Alte Merkelfabrik. Einer der bedeutendsten und am besten erhaltenen frühen Fabrikbauten Sachsens, hoch aufragender viergeschossiger Baukörper mit markantem Mansarddach, wichtiges Werk des Architekten Christian Friedrich Uhlig (1774–1848), baugeschichtlich von Bedeutung. | 09205066 |
| Weitere Bilder                          | Gasthof »Sternmühle« mit Saalanbau | Kleinolbersdorf, Ferdinandstraße 154 (Karte)                  | 2. Drittel 19. Jh.      | ehem. Sternmühle (Brettmühle) am Schwarzbach. Historisches Gasthaus- und Mühlengebäude, sichtbare Fachwerkkonstruktion im Obergeschoss, baugeschichtlich und ortsgeschichtlich von Bedeutung. | 09205084 |
| Direkt Bild zu diesem Denkmal hochladen | Baumwollfliess- und Verbandwatte-Fabrik A. Schreiber & Co.                                                                                  | Kunnersdorf, Kleinolbersdorfer Straße 5; 5a (Karte)           | 1859                    | Standort einer Wassermühle (1840) am Schwarzbach, später Baumwollfliess- und Verbandwatte-Fabrik A. Schreiber & Co.; Wohn- und Verwaltungsgebäude (später Villa, heute Wohnhaus) einer ehemaligen Wattefabrik sowie Fabrikgebäude mit zwei Maschinensälen, darin 8 Krempelmaschinen und zugehörige Kastenspeiser; als Standort einer der ältesten Wattefabriken Sachsens, von industriegeschichtlicher sowie baukünstlerischer (Villa) Bedeutung, den inzwischen seltenen Textilmaschinen des ausgehenden 19. Jh. kommt ebenso eine große technikgeschichtliche Bedeutung zu. | 09243880 |
|                                         | Baumwollspinnerei Erdmannsdorf | Erdmannsdorf, Kunnersdorfer Straße 1; 3 (Karte)               | 1837                    | ehem. Spinnmühle, später Baumwollspinnerei Erdmannsdorf, teilweise abgerissen; Verwaltungsgebäude (Nr. 1, 3), Fabrikgebäude, Blauhaus und Schornstein einer ehemaligen Baumwollspinnerei; letzte noch erhaltene Gebäude der ehemaligen Baumwollspinnerei, baugeschichtlich, industriegeschichtlich und ortsgeschichtlich von Bedeutung. | 09240822 |
|                                         | Mühle Erdmannsdorf | Erdmannsdorf, Chemnitzer Straße 1 / Auenweg (Karte)           |                         | ehem. Mühle Erdmannsdorf |          |
|                                         | Mühle Erdmannsdorf | Erdmannsdorf, Uferstraße 12 (Karte)                           |                         | ehem. Mühle Erdmannsdorf |          |
|                                         | Alte Mühle Plaue | Plaue, Erdmannsdorfer Straße 11; 13; 15 (Karte)               | um 1830                 | ehem. Alte Mühle; Ehemaliges Mühlenanwesen mit westlicher Gebäudegruppe, bestehend aus nördlichem Wohn- und Wirtschaftsgebäude und südlich anschließenden Arbeiterwohnhäusern (Nr. 11, 13), östliche Gebäudegruppe mit nördlichem Mühlengebäude, rückwärtig angrenzendem Turbinenhaus sowie südlichem ehemaligen Arbeiterwohnhaus (Nr. 15); von der Baumwollspinnerei Clauß aufgekaufte alte Mühle und zu Werkswohnungen umgenutzt, mehrfach überformte und ihrer Nutzung angepasste Gebäudegruppe mit baugeschichtlicher, ortsgeschichtlicher und technikgeschichtlicher Bedeutung. | 09240169 |
| Weitere Bilder                          | Baumwollspinnerei E. I. Clauß Nachfolger (Sachgesamtheit); Baumwollspinnerei                                                                | Plaue, Claußstraße 3; 5; 7 (Karte)                            | 1809–1887               | ehem. Mühle, später Baumwollspinnerei E. I. Clauß Nachfolger; Einzeldenkmale der Sachgesamtheit Baumwollspinnerei E. I. Clauß Nachfolger: sog. Altbau (4 Gebäude, davon 1 Gebäude Selfaktorgebäude = südliche Gebäudegruppe), Ballenhaus (äußerstes nördliches Gebäude, Seeberstraße 2), Oederaner Bau (Gebäude im Fabrikhof), sog. Neubau mit Maschinenhaus (nördliches Gebäude – Seeberstraße 1, Wasserbau (nordöstliches Gebäude – Claußstraße 3), Hauptverwaltungsbau mit Zwirnerei, Packerei und Versand (östliche Gebäudegruppe – Claußstraße 5, 7), mobiles Kulturgut (Archivalien) sowie Seeberbrücke (neben Claußstraße 1) (siehe Sachgesamtheitsliste -ID-Nr. 09240155, Zur Baumwolle); historisch gewachsene Fabrikanlage von hoher stadtgeschichtlicher, baugeschichtlicher, industriegeschichtlicher und städtebaulicher Bedeutung.                                                                      | 09240135 |
| Direkt Bild zu diesem Denkmal hochladen | Holzschleife Flöha | Flöha, Chemnitzer Straße 18 (Karte)                           |                         | ehem. Mühle, später Holzschleife Flöha, jetzt Industriegelände |          |
| Direkt Bild zu diesem Denkmal hochladen | Finkenmühle Altenhain | Flöha, Zur Finkenmühle 4 (Karte)                              | vor 1890                | ehem. Mühle, unter Denkmalschutz steht nur: Zwei Wasserturbinen und Getriebe einer Mühle; technikgeschichtlich von Bedeutung. | 09240722 |
| Direkt Bild zu diesem Denkmal hochladen | Weberei Kurt Tannenhauer Braunsdorf | Braunsdorf, Inselsteig 16 (Karte)                             | um 1800                 | ehem. Webermühle Braunsdorf, später Weberei Kurt Tannenhauer; Möbelstoffweberei Tannenhauer, bestehend aus Fabrikgebäude mit technischer Ausstattung (Generator, Dieselantriebsaggregat, ausgewählte Maschinen mit zugehörigen Arbeitsmitteln der Weberei Tannenhauer und Musterarchiv, ausgewählte Maschinen der heutigen Weberei Cammann sowie ausgewählte Maschinen des Industriemuseums Chemnitz) und Verwaltungsanbau, Kesselhaus mit Schornstein, ehemaliger Färberei mit Remisenanbau, Trockenhaus, Mauerresten der Garntrockenterrassen sowie Bergkeller; herausragendes technikgeschichtliches Denkmal der sächsischen Textilindustrie, insbesondere durch die vollständig erhaltene Maschinenausstattung bedeutender Chemnitzer Maschinenbauanstalten mit zugehörigen Arbeitsmitteln, Zeugnis der sächsischen Industriearchitektur, baugeschichtliche und technikgeschichtliche Bedeutung, Seltenheitswert. | 09240798 |
| Weitere Bilder                          | Schlossmühle Lichtenwalde | Lichtenwalde, Zur Alten Mühle 4; 5 (Karte)                    | um 1850/60              | ehem. Schlossmühle Lichtenwalde; Einzeldenkmal der o. g. Sachgesamtheit Schloss, Vorwerk, Schlossgarten und Park Lichtenwalde. Schlossmühle: Nördliche und östliche Mauerreste des Mühlengebäudes (Nr. 4), Mühlenwohnhaus (Nr. 5), zugehöriges Nebengebäude, Wehr und Mühlgraben (siehe Sachgesamtheitsliste – ID-Nr. 09240597); zum Schloss Lichtenwalde gehörende Mühle, teilweise nur Grundmauern erhalten, das Ensemble ist von hoher ortsgeschichtlicher und baugeschichtlicher Bedeutung. | 09240587 |
| Weitere Bilder                          | Brettmühle Ebersdorf | Chemnitz-Ebersdorf, Mittweidaer Straße 76 (Karte)             | 1834                    | ehem. Brettmühle Ebersdorf am Dorfbach; ehemalige Mühle, später Gasthof; repräsentativer, klassizistischer Gasthausbau mit anspruchsvoller Porphyrgliederung und aufwendig gestaltetem Portal, wichtiges Werk des Architekten Johann Traugott Heinig, baugeschichtlich und ortsgeschichtlich von Bedeutung. | 09203341 |
| Direkt Bild zu diesem Denkmal hochladen | Große Mühle Gunnersdorf | Gunnersdorf, Äußere Chemnitzer Straße 30-32 (Karte)           |                         | ehem. Große Mühle Gunnersdorf |          |
|                                         | Mühle Frankenberg, Alte Rothfarbe; Paradiesbettenfabrik M. Steiner & Sohn A.G.                                                              | Frankenberg/Sa., Auenweg 1 (Karte)                            | 1818                    | ehem. Mühle Frankenberg; Alte Rothfarbe; Paradiesbettenfabrik M. Steiner & Sohn A.G. Ehemalige Färberei und Nebengebäude; architektonisch bedeutsamer, weitestgehend original erhaltener früher Gewerbebau mit hervorragenden Details aus der Entstehungszeit, baugeschichtlich, stadtgeschichtlich und technikgeschichtlich bedeutend sowie von großem Seltenheitswert. | 09243951 |
| Direkt Bild zu diesem Denkmal hochladen | Neumühle; Wasserkraftwerk Frankenberg | Frankenberg/Sa., Mühlenstraße 5-5a (Karte)                    | Ende 19. Jh.            | ehem. Neumühle Frankenberg, Getreide- und Schneidemühle, ab 1899 Elektrizitäts- und Wasserkraftwerk Frankenberg; Wasserkraftwerk, bestehend aus mehreren miteinander verbundenen Baukörpern, sowie Betriebsgraben; lang gestreckter Baukörper mit einer vielfältigen qualitätvollen Gliederung aus roten Ziegeln (Lisenen, Friese, Fenstergewände) und Putz (Ende 19. Jh.), zwei weitere Bauteile von schlichter, aber wohlproportionierter Gestalt (um 1910), baugeschichtlich und technikgeschichtlich von Bedeutung. | 09244171 |
| Direkt Bild zu diesem Denkmal hochladen | Niedermühle oder Helbig-Mühle Mühlbach | Mühlbach, Frankenberger Straße 7-9 (Karte)                    |                         | ehem. Niedermühle oder Helbig-Mühle am Mühlbach |          |
| Direkt Bild zu diesem Denkmal hochladen | Walkmühle Frankenberg | Frankenberg/Sa., Hammertal (Karte)                            |                         | ehem. Walkmühle Frankenberg am Mühlbach, später Eisenhammer, abgerissen (wüst) |          |
| Direkt Bild zu diesem Denkmal hochladen | Obermühle; Stadtmühle Frankenberg | Frankenberg/Sa., Mühlgraben 6 (Karte)                         |                         | ehem. Obermühle Frankenberg am Mühlbach |          |
| Direkt Bild zu diesem Denkmal hochladen | Untermühle Frankenberg | Frankenberg, Badergasse 7 (Karte)                             |                         | ehem. Untermühle Frankenberg am Mühlbach |          |
| Direkt Bild zu diesem Denkmal hochladen | Spinnmühle (Spinnerei), Spinnerei Sachsenburg (Sachgesamtheit); C. G. Reichelt; KZ Sachsenburg; Bruno Tautenhahn; VEB Zwirnerei Sachsenburg | Sachsenburg, An der Zschopau 2; 3; 5; 6; 6b; 7; 8; 10 (Karte) | 1835–37                 | ehem. Spinnmühle (Spinnerei), später Mahlmühle; Spinnerei Sachsenburg (Sachgesamtheit); C. G. Reichelt; KZ Sachsenburg; Bruno Tautenhahn; VEB Zwirnerei Sachsenburg, jetzt Wasserkraftwerk Sachsenburg. Einzeldenkmale der Sachgesamtheit Spinnerei Sachsenburg: Produktionsgebäude, Schornstein, Wehranlage, Betriebsgraben und Freifluter mit Uferstützmauern und Steindeckwerk, Ballenbrechergebäude, Reste (Sockelgeschoss) der ehem. Fabrikanten- und späteren Kommandantenvilla, Wohnhaus, Pförtnerhaus, u. a., landschaftsbildprägendes Ensemble aus umfangreich erhaltenen baulichen und technischen Anlagen aus dem 19. und 20. Jh., von ortsgeschichtlicher und überregionaler industriegeschichtlicher Bedeutung. | 09244603 |
| Weitere Bilder                          | Schlossmühle Sachsenburg | Sachsenburg, An der Zschopau 4 (Karte)                        |                         | ehem. Schlossmühle Sachsenburg; Einzeldenkmale der Sachgesamtheit Spinnerei Sachsenburg (ID-Nr. 09305857): Wohnhaus, Torbogen, Mauerwerksreste und Hofpflaster einer ehem. Mahl- und Brettmühle; Fachwerkgebäude, die anderen beiden, ebenfalls in Fachwerk ausgeführten Gebäude der ehem. Mahl- und Brettmühle bis auf wenige Mauerwerksreste abgebrochen, baugeschichtlich sowie als Dokumente der produktionsgeschichtlichen Keimzelle des späteren Industriestandorts zudem ortsgeschichtlich und produktionsgeschichtlich von Bedeutung. | 09244268 |
| Direkt Bild zu diesem Denkmal hochladen | Obermühle Ottendorf | Ottendorf, Mittweidaer Straße 1 (Karte)                       | 1840                    | ehem. Obermühle Ottendorf am Ottendorfer Bach, Mahl-, Schrot- und Schneidemühle, bis 1923 in Betrieb; Mühlenhof bestehend aus Wohnhaus, zwei Seitengebäuden und Scheune; Obermühle auch als Seidlermühle bezeichnet, ehemalige Mahl-, Schrot- und Schneidemühle ohne erhaltene Mühlentechnik, das Mühlengebäude zum Wohnhaus umgebaut, entscheidend ortsbildprägender Hof, baugeschichtlich und ortsgeschichtlich von Bedeutung. | 08961691 |
| Direkt Bild zu diesem Denkmal hochladen | Mittelmühle Ottendorf | Ottendorf, Krumbacher Straße 19-21 (Karte)                    |                         | ehem. Mittelmühle Ottendorf am Ottendorfer Bach, Mühlenbetrieb bis 1919 |          |
| Direkt Bild zu diesem Denkmal hochladen | Ölmühle Ottendorf | Ottendorf, Krumbacher 10 (Karte)                              |                         | ehem. Ölmühle Ottendorf am Ottendorfer Bach |          |
| Direkt Bild zu diesem Denkmal hochladen | Schubert-Mühle Krumbach | Krumbach, Dorfstraße 27 (Karte)                               | 2. Hälfte 19. Jh.       | ehem. Schubert-Mühle Krumbach am Ottendorfer Bach. Müllerwohnhaus, Mühlengebäude mit Mühlentechnik und zwei Scheunen eines Mühlenanwesens; Bauten des Mühlenanwesens beidseits der Straße liegend, Müllerwohnhaus mit verkleidetem Fachwerkobergeschoss, ansonsten Putzbauten, teils in Bruchstein-, teils in Ziegelmauerwerk, älterer Teil der nördlichen Scheune in Kalk-Pisé-Bauweise, baugeschichtlich, ortsgeschichtlich und technikgeschichtlich von Bedeutung. | 08961730 |
| Direkt Bild zu diesem Denkmal hochladen | Lommatschmühle Krumbach | Krumbach, Neukrumbacher Straße 1 (Karte)                      |                         | ehem. Lommatschmühle Krumbach |          |
| Direkt Bild zu diesem Denkmal hochladen | Clausmühle Krumbach | Krumbach, Grüner Winkel 3 (Karte)                             |                         | ehem. Clausmühle Krumbach am Ottendorfer Bach, Mühlenbetrieb 1928 eingestellt |          |
|                                         | Mühle Krumbach, Spinnerei Krumbach | Krumbach, Fabrikstraße 10 (Karte)                             |                         | ehem. Mühle Krumbach, Spinnerei Krumbach |          |
| Direkt Bild zu diesem Denkmal hochladen | Wasserkraftwerk Dreiwerden | Schönborn-Dreiwerden, Talstraße (Karte)                       | 1906/07                 | Turbinenhaus der ehemaligen Papierfabrik Dreiwerden, jetzt Wasserkraftwerk Dreiwerden; Mühlgraben mit Technik und Turbinenhaus einer ehemaligen Papierfabrik; orts- und industriegeschichtlich von Bedeutung. | 08955631 |
| Direkt Bild zu diesem Denkmal hochladen | Dreiwerdener Mühle; Papierfabrik Dreiwerden                                                                                                 | Dreiwerden, Zum Zschopautal 10 (Karte)                        | 1906/07                 | ehem. Dreiwerdener Mühle, 1897 abgebrannt, ab 1900 Holzschleiferei, später Papierfabrik Dreiwerden; Fabrikgebäude; Fabrik ein langgestreckter Klinkerbau auf Hakengrundriss, orts- und industriegeschichtlich von Bedeutung. | 08955630 |
| Direkt Bild zu diesem Denkmal hochladen | Marienmühle; Hellochmühle Seifersbach | Seifersbach, Marienmühle 1 (Karte)                            | 1862                    | ehem. Marienmühle oder Hellochmühle am Seifersbach; Wohnhaus einer ehemaligen Wassermühle; im Tal am Seifersbach, von ortsgeschichtlicher Bedeutung. | 08955694 |
| Direkt Bild zu diesem Denkmal hochladen | Großmühle; Baumwollspinnerei Mittweida; heute Sächsische Baumwollspinnerei                                                                  | Mittweida, Hainichener Straße 66 (Karte)                      | um 1800                 | ehem. Großmühle Mittweida, später Baumwollspinnerei Mittweida; heute Sächsische Baumwollspinnerei; Westliches Verwaltungsgebäude mit Werktor, Pforte und Resten der Einfriedung, Spinnereigebäude mit angebautem nördlichem Turbinenhaus und Wappenstein, östlich gelegenes weiteres Spinnereigebäude mit Kesselhaus und südliche Fabrikantenvilla einer ehemaligen Baumwollspinnerei, Reste des ehemaligen Mühlenkanals mit Einlaufschützen und Schieberhaus sowie Uferbefestigung des Flusses, Wehr über die Zschopau; regionalgeschichtlich bedeutsamer Fabrikkomplex mit Produktionsgebäuden mehrerer Bauphasen von hohem baugeschichtlichem, industriegeschichtlichem und technikgeschichtlichem Wert. | 09237577 |
| Direkt Bild zu diesem Denkmal hochladen | Elektrizitätswerk Mittweida; VEB Laufwasser-, Pumpspeicher- und Dieselmotoren-Kraftwerk                                                     | Mittweida, Weinsdorfer Straße 39 (Karte)                      | 1908–1909               | ehem. Mühle, später Elektrizitätswerk Mittweida; VEB Laufwasser-, Pumpspeicher- und Dieselmotoren-Kraftwerk; Ehemaliges Elektrizitätswerk (Pumpspeicherwerk), bestehend aus Maschinengebäude, Kesselgebäude (spätere sogenannte Dieselhalle), Schornstein, Turbinenhalle, Generatorenhaus, Schalthaus, Wohnhaus, Pförtnerhaus, Pumpspeicherbecken mit Ein- und Auslaufbauwerk, Drosselklappengebäude, Druckrohrleitung, Wehranlage, Obergraben mit Rechenbedienbrücke und Abschlag sowie Untergraben, zudem originale Kraftwerksausstattung sowie Dampfmaschine der Crimmitschauer Tuchfabrik Otto Weidenmüller; umfassend und authentisch erhaltenes Ensemble aus baulichen und technischen Anlagen zur Elektrizitätsversorgung der Stadt Mittweida. | 09237625 |
| Weitere Bilder                          | Liebenhainer Mühle Weinsdorf | Weinsdorf, Liebenhain 1; 2 (Karte)                            | 1777                    | ehem. Liebenhainer Mühle Weinsdorf; Mühle sowie Teil des Mühlgrabens; imposanter, langgestreckter Bau, bis zum zweiten Obergeschoß in Bruchstein gemauert, mit schönen Porphyrgewänden, mittlerer Bauteil besitzt zwei Porphyrgesimse sowie Portal mit Datierung und abschließendem Gebälk. | 09244501 |
| Direkt Bild zu diesem Denkmal hochladen | Obermühle Rossau | Rossau, Hauptstraße 80 (Karte)                                | 1. Viertel 19. Jh.      | ehem. Obermühle Rossau am Auenbach; Mühle mit Wohnhaus, Scheune und Seitengebäude; große, im Ortsbild sehr wirksame Dreiflügelanlage, mit sichtbarer Fachwerkkonstruktion in allen Bauteilen, von Bedeutung als historische Mühle, qualitätvolle Erweiterung der 1930er Jahre. | 09244447 |
| Direkt Bild zu diesem Denkmal hochladen | Mittelmühle Rossau | Rossau, Hauptstraße 49 (Karte)                                |                         | ehem. Mittelmühle Rossau am Auenbach |          |
| Direkt Bild zu diesem Denkmal hochladen | Niedermühle Rossau | Rossau, Hauptstraße 43 (Karte)                                |                         | ehem. Niedermühle Rossau am Auenbach |          |
| Weitere Bilder                          | Ringethaler Mühle | Ringethal, Hauptstraße 20 (Karte)                             | um 1813                 | ehem. Ringethaler Mühle; Mühlenanwesen mit Mühle mit Mühlentechnik, Wohnhaus, Seitengebäude und Speichergebäude; ehemalige Mahl- und Ölmühle des Rittergutes Ringethal, durchgängiger Betrieb zwischen 1590 und 1990, baugeschichtlich und ortsgeschichtlich von Bedeutung. | 09237649 |
| Direkt Bild zu diesem Denkmal hochladen | Rößgener Mühle | Rößgen, Waldheimer Straße (Karte)                             |                         | ehem. Rößgener Mühle, ab 1870 Lederfabrik |          |
|                                         | Weißthaler Spinnmühle | Weißthal, Weißthal (Karte)                                    |                         | 1854 Spinnmühle, ab 1875 „Weißthaler Aktien–Spinnerei“, ab 1919 Weißthaler Spinnerei und Weberei AG, Betrieb der Baumwollspinnerei 1990 eingestellt |          |
| Weitere Bilder                          | Lauenhainer Mühle | Lauenhain (Karte)                                             |                         | ehem. Lauenhainer Mühle, im Staubereich der Talsperre Kriebstein, 1929 abgerissen |          |
| Weitere Bilder                          | Lochmühle Erlebach | Erlebach, Lochmühlenstr. 16a (Karte)                          | um 1920                 | ehem. Lochmühle Erlebach; Mühlengebäude (gleichzeitig Gasthaus) und zwei Seitengebäude der Lochmühle; alle drei Gebäude in Fachwerkbauweise, baugeschichtlich, heimatgeschichtlich und technikgeschichtlich von Bedeutung. | 08962313 |
| Direkt Bild zu diesem Denkmal hochladen | Wasserkraftwerk Kriebstein | Kriebstein (Karte)                                            |                         | Wasserkraftwerk Kriebstein unterhalb der Talsperre Kriebstein |          |
| Weitere Bilder                          | Papierfabrik Kriebstein | Kriebethal, OT von Kriebstein, Am Schloßberg 7 (Karte)        | um 1880                 | ehem. Mühle, später Papier- und Kartonagenfabrik Kriebstein, 2012 abgerissen, nur noch Mauerreste; Fabrikantenvilla einer ehemaligen Papierfabrik sowie Wehranlage; baugeschichtlich, ortsgeschichtlich und technikgeschichtlich von Bedeutung. | 08962281 |
| Weitere Bilder                          | Papierfabrik Kriebstein AG, Kübler & Niethammer                                                                                             | Kriebethal, Bauhofstraße 1; 3; 5 (Karte)                      | um 1900                 | ehem. Mühle, später Papierfabrik Kriebstein AG, Kübler & Niethammer; Südlicher Bereich der Papierfabrik (Nr. 1) mit Kraftwerk, Schleiferei, Esse, Wasserturm und Produktionshalle, nördlicher Bereich mit ehemaliger Schleiferei mit Wasserturbine, Schlosserei, Produktionsgebäude 1 und 2 sowie Gasthof (Nr. 3) und Feuerwehrhaus (Nr. 5); baugeschichtlich, ortsgeschichtlich und technikgeschichtlich von Bedeutung. | 08962314 |
| Direkt Bild zu diesem Denkmal hochladen | Alte Mühle Schweikershain | Schweikershain, Zur Mühle 31 (Karte)                          |                         | ehem. Alte Mühle Schweikershain, früher Rittergutsmühle am Schweikershainer Bach, bis 1959 in Betrieb |          |
| Weitere Bilder                          | Brückenmühle Waldheim | Waldheim, Bahnhofstraße 9 (Karte)                             | um 1850                 | ehem. Brückenmühle Waldheim; Wohnhaus einer ehemaligen Industriemühle; Putzbau in klassizistischen Formen (das 1924 errichtete Mühlengebäude in expressionistischer Gestaltung 2002 abgebrochen), baugeschichtlich und ortsgeschichtlich von Bedeutung. | 09207312 |
|                                         | Diedenmühle Waldheim | Waldheim, Kurt-Schwabe-Straße (Karte)                         |                         | ehem. Diedenhainer Mühle oder Diedenmühle Waldheim, bewirtschaftet von der Familie Mehnert von 1898 bis 1947, abgerissen, wüst, genaue Lage unklar |          |
|                                         | Papierfabrik Meinsberg; Kübler & Niethammer; Kurt-Schwabe-Institut                                                                          | Meinsberg, Kurt-Schwabe-Straße 2; 6; 8; 12 (Karte)            | 1888–1889               | ehem. Papiermühle, Papierfabrik Meinsberg, später Kübler & Niethammer; Kurt-Schwabe-Institut. Mehrteiliger Gebäudekomplex einer ehem. Papierfabrik, mit Schornstein und technischer Ausstattung (Francisturbine mit Welle und Riemenscheiben, Transmission und Steuerdruck) sowie Mühlgraben (hinter dem Wehr) und Wehr; markante, an der Zschopau gelegene Anlage, welche sich durch ihre Fassadengestaltung (Bruchsteinverblendung mit Ziegelfenstereinfassungen) harmonisch in die Landschaft einfügt, industriegeschichtlich und technikgeschichtlich von Bedeutung. Von 1947 bis 1983 Sitz des von Kurt Schwabe (1905–1983) geleiteten Forschungsinstituts. | 09300749 |
|                                         | Kummersmühle Steina | Steina, Dorfstraße (Karte)                                    |                         | ehem. Kummersmühle Steina |          |
| Direkt Bild zu diesem Denkmal hochladen | Bachmühle Steina | Steina, Dorfstrasse 23 (Karte)                                | 1708                    | ehem. Bachmühle Steina am Steinaer Bach |          |
| Direkt Bild zu diesem Denkmal hochladen | Papierfabrik Steina | Steina, Saalbach (Karte)                                      |                         | ehem. Mühle, später Papierfabrik Steina, jetzt Wasserkraftwerk Steina |          |
|                                         | Wasserkraftwerk Limmritz | Limmritz, Kleinlimmritz (Karte)                               |                         | ehem. Mühle, später Papierfabrik Limmritz, jetzt Wasserkraftwerk Limmritz |          |
| Direkt Bild zu diesem Denkmal hochladen | Mühle Töpelwinkel | Töpeln, Töpelwinkel (Karte)                                   |                         | ehem. Mühle Töpelwinkel |          |
| Direkt Bild zu diesem Denkmal hochladen | Töpelmühle Töpeln | Töpeln, Alte Hauptstraße 20 (Karte)                           | 1863                    | ehem. Töpelmühle Töpeln; ehemalige Mühle (ohne technische Ausstattung) mit Hofpflasterung und Teil des ehemaligen Mühlgrabens; imposantes Mühlengebäude von orts- und technikgeschichtlicher Bedeutung. | 09208054 |
|                                         | Wöllsdorfer Mühle oder Reesemühle | Wöllsdorf, Wöllsdorfer Ring 8a; 8b (Karte)                    | 1890                    | ehem. Wöllsdorfer Mühle oder Reesemühle, Mahlmühle für Weizen und Roggen; Mühlenensemble bestehend aus zwei Mühlgebäuden, Silo, Speicher, Verbindungsgang, Seitengebäude und, Villa mit Anbau, zwei Seitengebäude und Speicher; typische Industriemühle mit ortsbildprägendem Speichergebäude, von ortsgeschichtlicher und technikgeschichtlicher Bedeutung, befindet sich auf einem seit dem 14. Jahrhundert genutzten Mühlenstandort. | 09208049 |
| Direkt Bild zu diesem Denkmal hochladen | Papiermühle Pischwitz; Holzschleiferei Kübler & Niethammer                                                                                  | Pischwitz 5 (Karte)                                           |                         | ehem. Papiermühle, später Holzschleiferei Kübler & Niethammer bzw. Papierfabrik Töpeln-Pischwitz am Mühlgraben von der Zschopau zur Freiberger Mulde |          |

## Liste von Mühlen an Zuflüssen der Zschopau
Die Liste der ehemaligen Mühlen ist entsprechend der örtlichen Lage von der Quelle bis zur Mündung gegliedert.
| Mühlen an der Sehma                     |                                                             |                                                       |           | |          |
| Direkt Bild zu diesem Denkmal hochladen | Obere Mühle Neudorf                                         | Neudorf, Karlsbader Straße 264 (Karte)                | um 1840   | ehem. Obere Mühle Neudorf an der Sehma; Wohnmühlenhaus; Obergeschoss Fachwerk, klassizistisches Haustürgewände, baugeschichtliche und ortsgeschichtliche Bedeutung. | 08985944 |
| Direkt Bild zu diesem Denkmal hochladen | Lauxmühle Neudorf                                           | Neudorf, Karlsbader Straße 69 (Karte)                 | 1776/1850 | ehem. Lauxmühle Neudorf; Mühlengebäude; Obergeschoss Fachwerk verbrettert, klassizistischer Türstock, baugeschichtliche und ortsgeschichtliche Bedeutung. | 08985958 |
| Direkt Bild zu diesem Denkmal hochladen | Heckertgut Neudorf                                          | Neudorf, Karlsbader Straße 57 (Karte)                 | 1728      | ehem. Heckertgut Neudorf, vermutlich ehem. Mühlgut. Wohnhaus eines Bauernhofes; Obergeschoss vorkragendes Fachwerk, Zeugnis der älteren Generation regionaltypischer Holzbauweise, baugeschichtliche und ortsgeschichtliche Bedeutung. Mühle | 08985959 |
|                                         | Brettmühle Cranzahl                                         | Cranzahl, Dorfstraße 8; 8b (Karte)                    | vor 1900  | ehem. Brettmühle Cranzahl; Wohnmühlenhaus (mit zwei Hausnummern); Fachwerkbau mit Anklängen an den Schweizerstil, hochgradig ursprünglich erhalten, baugeschichtliche und ortsgeschichtliche Bedeutung. | 08986000 |
| Direkt Bild zu diesem Denkmal hochladen | Mühle Sehma                                                 | Sehma, Güterweg 1 (Karte)                             | 1830      | vermutlich Teil eines ehemaligen Mühlenanwesens; Wohnstallhaus; Obergeschoss Fachwerk, Segmentbogenportal, weitgehend authentisch, baugeschichtliche Bedeutung. | 08986008 |
| Direkt Bild zu diesem Denkmal hochladen | Katzenmühle Buchholz                                        | Buchholz (Karte)                                      |           | ehem. Katzenmühle Buchholz, genaue Lage unklar |          |
| Direkt Bild zu diesem Denkmal hochladen | Vordere Mühle; Naumannmühle; Stiefelmühle Buchholz          | Buchholz, An der Mühle 7 (Karte)                      | 1520      | ehem. Vordere Mühle, Naumannmühle oder Stiefelmühle Buchholz. Mühle mit Wirtschaftsgebäude; baugeschichtliche, wirtschaftsgeschichtliche und ortsgeschichtliche Bedeutung, seit 2019 zugehörig zur Pufferzone des UNESCO-Welterbes »Montanregion Erzgebirge/Krušnohoři«. | 09229076 |
| Weitere Bilder                          | Frohnauer Hammer                                            | Frohnau, Sehmatalstraße 3, 12 (Karte)                 | 17. Jh.   | ehem. Frohnauer Hammer an der Sehma; Eisenhammer mit Hammerwerkshaus (Nr. 12, mit technischer Ausstattung), Hammergraben und Hammerherrenhaus (Nr. 3); Herrenhaus stattliches Gebäude mit Fachwerk-Obergeschoss, Hammergebäude Putzbau mit Schindeldach, Beispiel eines typischen Eisenhammers des 17. Jahrhunderts, eines der ältesten technischen Kulturdenkmale in Sachsen, von herausragenden baugeschichtlichem und technikgeschichtlichem Wert, seit 2019 zugehörig zur Kernzone des UNESCO-Welterbes »Montanregion Erzgebirge/Krušnohoři«. | 09229934 |
| Direkt Bild zu diesem Denkmal hochladen | Herrenmühle (Annaberg)                                      | Annaberg-Buchholz, Sehmatalstraße 16 (Karte)          |           | ehem. Herrenmühle (Annaberg), 1908/09 Umbau zum Elektrizitätswerk Annaberg, genaue Lage unklar |          |
| Mühlen am Pöhlbach                      |                                                             |                                                       |           | |          |
|                                         | Ehem. Mühlen Oberwiesenthal                                 | Oberwiesenthal (Karte)                                |           | ehem. Mühlen in Oberwiesenthal und Böhmisch Wiesenthal am Pöhlbach (Polava – Hraniční potok), genaue Lage unklar: - Poppmühle Oberwiesenthal - Albansmühle oder Albinus-Mühle Oberwiesenthal - Mühlhänselmühle Oberwiesenthal - Hammermühle Oberwiesenthal - Fritschův mlýn Loučná pod Klínovcem (Fritzsch-Mühle Böhmisch Wiesenthal) - Pschornův mlýn Loučná pod Klínovcem (Pschuren-Mühle Böhmisch Wiesenthal) - Reimův mlýn Loučná pod Klínovcem (Reim-Mühle Böhmisch Wiesenthal) - Brunnermühle Oberwiesenthal - Mannmühle Oberwiesenthal - Roter Hammer Unterwiesenthal - Höferův mlýn oder Loučenský mlýn (Höfer-Mühle Unterwiesenthal) - Hammerwerk Schlössel oder Unterer Hammer Hammerunterwiesenthal - Lauxův mlýn České Hamry (Laux-Mühle Böhmisch Hammer) |          |
| Direkt Bild zu diesem Denkmal hochladen | Papiermühle Hammer Unterwiesenthal                          | Hammerunterwiesenthal (Karte)                         |           | ehem. Papiermühle Hammer Unterwiesenthal am Pöhlbach, genaue Lage unklar |          |
| Direkt Bild zu diesem Denkmal hochladen | Mühle Bärenstein                                            | Bärenstein (Karte)                                    | um 1900   | ehem. Mühle Bärenstein am Pöhlbach, genaue Lage unklar, unter Denkmalschutz steht nur: Mühlgraben und Wehr; ortsgeschichtliche Bedeutung. | 08992147 |
| Direkt Bild zu diesem Denkmal hochladen | Niedermühle oder Pitschmann-Mühle Weipert                   | Vejprty, Potoční 629/13 (Karte)                       |           | ehem. Niedermühle oder Pitschmann-Mühle (Pitschmannův mlýn Vejprty), eine von ehemals drei Papierfabriken, auch Untere Papierfabrik oder Leonhards Drechselwerkstatt, später Umspannwerk |          |
| Weitere Bilder                          | Brettmühle Königswalde                                      | Königswalde, Brettmühle 5 (Karte)                     |           | ehem. Brettmühle Königswalde, jetzt Gasthof und Pension |          |
| Direkt Bild zu diesem Denkmal hochladen | Thielefabrik Königswalde                                    | Königswalde, Bärensteiner Straße 22 (Karte)           | um 1860   | ehem. Mühle, später Thielefabrik Königswalde. Fabrikgebäude mit angrenzendem Wohngebäude, technische Ausstattung (zwei Turbinen) und Mühlgraben eines Mühlenanwesens; baugeschichtliche und ortsgeschichtliche Bedeutung, technisches Denkmal. | 09269232 |
| Direkt Bild zu diesem Denkmal hochladen | Sägewerk Fröhner Königswalde                                | Königswalde, Bärensteiner Straße 1 (Karte)            |           | ehem. Sägemühle, später Sägewerk Fröhner Königswalde am Pöhlbach |          |
| Weitere Bilder                          | Pügnermühle Königswalde                                     | Königswalde, Mildenauer Straße 3 (Karte)              | ab 1617   | ehem. Pügnermühle; Mühlengebäude und Pflasterung; Mühle mit Wappen, besondere baugeschichtliche und ortsgeschichtliche Bedeutung. | 09269257 |
| Direkt Bild zu diesem Denkmal hochladen | Blechmühle Königswalde                                      | Königswalde, Lindenstraße 14 (Karte)                  |           | ehem. Blechmühle Königswalde |          |
| Direkt Bild zu diesem Denkmal hochladen | Ölmühle Königswalde                                         | Königswalde, Lindenstraße 66-67 (Karte)               |           | ehem. Ölmühle Königswalde |          |
| Direkt Bild zu diesem Denkmal hochladen | Opitzmühle Geyersdorf                                       | Geyersdorf, Alte Dorfstraße 82 (Karte)                | um 1860   | ehem. Opitzmühle Geyersdorf | 09226961 |
| Direkt Bild zu diesem Denkmal hochladen | Mühle Geyersdorf                                            | Geyersdorf, Geyersdorfer Hauptstraße 109; 111 (Karte) | 19. Jh.   | ehem. Mühle Geyersdorf, später Posamentenfabrik Woldemar Wimmer; zwei Fabrikgebäude (Nr. 109) in Winkelstellung (untereinander verbunden), Gartenpavillon, Wehr und Wehrhäuschen sowie Mühlengebäude (Nr. 111, Scheune und Pferdestall) einer ehemaligen Textilfabrik; stattliches Fabrikgebäude zur Posamentenherstellung, Zeugnis für Industriearchitektur, von ortshistorischer und technikgeschichtlicher Bedeutung. | 09226974 |
| Direkt Bild zu diesem Denkmal hochladen | Obere Mühle Plattenthal                                     | Plattenthal, Plattenthalstraße 14 (Karte)             |           | ehem. Obere Mühle Plattenthal, Papierfabrik, später „Fa. Albert Brandt ob. Fabrik“ |          |
|                                         | Untere Mühle Plattenthal                                    | Plattenthal, Plattenthalstraße 9 (Karte)              |           | ehem. Untere Mühle Plattenthal, Papierfabrik, später „Fa. Albert Brandt unt. Fabrik“ |          |
| Direkt Bild zu diesem Denkmal hochladen | Paradiesmühle Wiesenbad                                     | Thermalbad Wiesenbad, Eisenbergstraße 9 (Karte)       |           | ehem. Paradiesmühle am Pöhlbach, von 1911 bis 2019 in Betrieb |          |
| Mühlen am Weißwasser                    |                                                             |                                                       |           | |          |
|                                         | Mühlen in Stolzenhain                                       | Háj u Loučné (Stolzenhain) (Karte)                    |           | ehem. Mühlen am Bílá voda (Weißwasser) in Háj u Loučné (Stolzenhain), genaue Lage unklar: - Schlickův mlýn Háj (Schlick-Mühle Stolzenhain) - Schaderův mlýn Háj (Schader-Mühle Stolzenhain) - Hansarlův mlýn Háj (Hansarl-Mühle Stolzenhain) - Gruntský mlýn Háj (Grundmühle Stolzenhain) - Dolní mlýn oder Drátovna Háj (Stolzenhain) - Cánhamr Háj (Stolzenhain) |          |
| Mühlen am Schwarzwasser                 |                                                             |                                                       |           | |          |
| Direkt Bild zu diesem Denkmal hochladen | Königsmühle Stolzenhain                                     | Háj u Loučné (Karte)                                  |           | ehem. Königsmühle Stolzenhain (Königův mlýn Háj u Loučné) am Schwarzwasser (Černá voda), ruinös |          |
| Direkt Bild zu diesem Denkmal hochladen | Oberer Hammer Schmiedeberg                                  | Kovářská, Nádražní 219 (Karte)                        | 19. Jh.   | ehem. Mühle, Oberer Hammer Schmiedeberg am Černá voda (Schwarzwasser) |          |
| Direkt Bild zu diesem Denkmal hochladen | Obermühle Schmiedeberg                                      | Kovářská, Tovární 147 (Karte)                         | 19. Jh.   | ehem. Obermühle Schmiedeberg (Drátovna oder Horní mlýn Kovářská) am Černá voda (Schwarzwasser), urspr. ein Hammer zur Drahtherstellung, Anfang des 19. Jahrhunderts, zur Mühle umgebaut, später auch eine Spinnerei und Färberei. |          |
| Direkt Bild zu diesem Denkmal hochladen | Pleylmühle in Pleil                                         | Černý Potok 2 (Karte)                                 |           | ehem. Pleylmühle in Černý Potok am Černá voda (Schwarzwasser), jetzt Wohnhaus |          |
|                                         | Obermühle in Sorgenthal                                     | Černý Potok 17 (Karte)                                |           | ehem. Obermühle – Horní mlýn Černý Potok am Černá voda (Schwarzwasser) |          |
| Direkt Bild zu diesem Denkmal hochladen | Schlösselmühle in Schlössel                                 | Jöhstadt, Schlösselstraße 60 (Karte)                  |           | ehem. Schlösselmühle Jöhstadt-Schlössel am Schwarzwasser |          |
| Mühlen an der Preßnitz                  |                                                             |                                                       |           | |          |
| Direkt Bild zu diesem Denkmal hochladen | Preißig-Mühle Preßnitz                                      | Přísečnice (Karte)                                    |           | ehem. Preißig-Mühle – Preissigův mlýn Přísečnice, abgerissen, im Staubereich der Talsperre Preßnitz |          |
| Direkt Bild zu diesem Denkmal hochladen | Untermühle Preßnitz                                         | Přísečnice (Karte)                                    |           | ehem. Untermühle – Grundův mlýn Přísečnice, abgerissen, im Staubereich der Talsperre Preßnitz |          |
| Direkt Bild zu diesem Denkmal hochladen | Mühle Christophhammer                                       | Kryštofovy Hamry 144 (Karte)                          |           | ehem. Mühle Kryštofovy Hamry an der Preßnitz (Přísečnice) |          |
|                                         | Blaufarbenwerk Christophhammer                              | Kryštofovy Hamry (Karte)                              |           | ehem. Mühle, von 1724 bis 1875 Blaufarbenwerk Christophhammer an der Preßnitz (Přísečnice) |          |
| Direkt Bild zu diesem Denkmal hochladen | Sägemühle Schmalzgrube                                      | Schmalzgrube, Ottweg (Am Hammerwerk 5) (Karte)        | 1907      | ehem. Sägemühle Schmalzgrube; Wohnhaus eines ehemaligen Mühlenanwesens; Putzbau mit Fachwerkelementen, baugeschichtlich und ortsgeschichtlich von Bedeutung. | 08991962 |
| Weitere Bilder                          | Alter Hammer Schmalzgrube                                   | Schmalzgrube, Am Hammerwerk 7 (Karte)                 |           | ehem. Hammermühle Schmalzgrube – Wirtschaftsgebäude; unter Denkmalschutz steht nur: Herrenhaus und Hochofen eines ehemaligen Hammerwerkes; Herrenhaus reizvoller Barockbau mit charakteristischem Mansardwalmdach, ortsgeschichtliche, technikgeschichtliche und besondere baugeschichtliche Bedeutung. | 08991963 |
| Direkt Bild zu diesem Denkmal hochladen | Lorenz-Mühle Schmalzgrube                                   | Schmalzgrube, Hauptstraße 22 (Karte)                  |           | ehem. Mühle |          |
| Direkt Bild zu diesem Denkmal hochladen | Mühle Steinbach                                             | Steinbach, Schmalzgrubener Straße 17 (Karte)          | 1898      | ehem. Mühle Steinbach; Wohnhaus eines ehemaligen Mühlenanwesens; Putzbau mit reicher Gliederung und Zierfachwerk, baugeschichtlich und ortsgeschichtlich von Bedeutung. | 08991975 |
|                                         | Sägemühle Neubert Mittelschmiedeberg                        | Mittelschmiedeberg, Talstraße 1 (Karte)               | ab 1846   | ehem. Sägemühle, später Sägewerk Neubert in Mittelschmiedeberg an der Preßnitz; Sägemühle mit technischer Einrichtung (zwei Gatter, Francis-Turbine); technikgeschichtlich von Bedeutung. | 08992151 |
| Direkt Bild zu diesem Denkmal hochladen | Sägemühle Mittelschmiedeberg                                | Niederschmiedeberg, Talstraße 42 (Karte)              |           | ehem. Sägemühle Mittelschmiedeberg am Erdmannsbach |          |
| Direkt Bild zu diesem Denkmal hochladen | Sägewerk Legler Großrückerswalde                            | Großrückerswalde, Hirschleithe 1 (Karte)              |           | ehem. Sägemühle, später Sägewerk Legler Großrückerswalde an der Preßnitz |          |
| Weitere Bilder                          | Höllenmühle Streckewalde                                    | Streckewalde, Höllenmühle 34 (Karte)                  | 1845      | ehem. Höllenmühle Streckewalde am Sandbach, bis 1972 in Betrieb; Wohnhaus, Mühlengebäude, Nebengebäude sowie technische Ausstattung eines Mühlenanwesens; weitgehend original erhaltenes Mühlenanwesen, baugeschichtlich, ortsgeschichtlich und technikgeschichtlich von Bedeutung. | 08964707 |
| Mühlen an der Wilisch                   |                                                             |                                                       |           | |          |
| Direkt Bild zu diesem Denkmal hochladen | Rote Mühle Thum                                             | Thum, Greifensteinstraße 3 (Karte)                    |           | ehem. Rote Mühle Thum am Jahnsbach, jetzt Bäckerei |          |
|                                         | Walkmühle Ehrenfriedersdorf                                 | Ehrenfriedersdorf, Chemnitzer Straße 93 (Karte)       | 1837      | ehem. Walkmühle Ehrenfriedersdorf an der Wilisch, später Fließfabrik Carl Lorenz; Mühlengebäude mit Nebengebäude; hochgradig ursprünglich erhaltener Putzbau mit Mansarddach, ab 1843 Fabrikgebäude, baugeschichtliche und ortsgeschichtliche Bedeutung. | 09248064 |
| Direkt Bild zu diesem Denkmal hochladen | Schützmühle Ehrenfriedersdorf                               | Ehrenfriedersdorf, Herolder Straße 7 (Karte)          | 1780      | ehem. Schützmühle Ehrenfriedersdorf; Mühl- und Müllerwohnhaus sowie Scheune eines Mühlenanwesens; Obergeschoss Fachwerk, Schützmühle, auch Kurfürstliche Kommunmühle, später kleine handwerklich wasserbetriebene Mühle des 19. Jahrhunderts, ohne technische Ausstattung, eine der ältesten Mühlenstandorte des Greifensteiner Gebietes mit ortsgeschichtlicher Bedeutung. | 09248063 |
| Direkt Bild zu diesem Denkmal hochladen | Mühle Herold                                                | Herold, Dorfstraße 39 (Karte)                         | um 1820   | ehem. Mühle Herold; Wohnmühlenhaus mit Anbau über Eck, davor Zufahrtsbrücke über die Wilisch; Wohnmühlenhaus mit Segmentbogenportal, Bruchstein-Bogenbrücke als Zufahrt, von ortsgeschichtlicher Bedeutung. | 09247917 |
| Direkt Bild zu diesem Denkmal hochladen | Spinnmühle Venusberg; Spinnerei III Gebr. Schüller          | Venusberg, Talstraße 7 (Karte)                        | 1852      | ehem. Spinnmühle Venusberg, später Spinnerei III Gebr. Schüller (ehem.); Spinnerei Venusberg; VEB Feinspinnerei Venusberg; ehemaliges Spinnereigebäude; regionaltypischer Fabrikbau, später Betriebsberufsschule des VEB Feinspinnerei Venusberg, ortshistorische und ortsbildprägende Bedeutung. | 08956494 |
|                                         | Spinnmühle Venusberg; Venusberg-Spinnerei II Gebr. Schüller | Venusberg, Talstraße (Karte)                          | 1883/84   | ehem. Spinnmühle Venusberg; Venusberg-Spinnerei II Gebr. Schüller; später Sächsische Baumwollspinnerei. Gesamtanlage einer Spinnerei mit Produktionsgebäuden A-D und Kesselhaus (1-4), Verwaltung (5), Werkleitung (6), Kulturhaus (7), Zwirnerei (8), Dampfmaschinenhaus (9), Turbinenhaus (10), Lagerhalle (11), Pförtnerhaus (12) und Industrie-Mühlgraben (13); beeindruckende Fabrikanlage im Wilischtal, technisches Denkmal, ortshistorische und ortsbildprägende Bedeutung. | 08956497 |
| Weitere Bilder                          | Spinnmühle Venusberg; Venusberg-Spinnerei I Gebr. Schüller  | Venusberg, Talstraße 60; 62 (Karte)                   | 1855-1858 | ehem. Spinnmühle Venusberg; Venusberg-Spinnerei I Gebr. Schüller. Fabrikgebäude (Nr. 60) einer Spinnerei, daneben Bergkeller und weiteres Spinnereigebäude (Nr. 62, heute Wohnhaus); monumentale Spinnerei, regionaltypischer Fabrikbau, später Lehrlingswohnheim VEB Feinspinnerei Venusberg, ortshistorische Bedeutung. | 08956479 |
| Direkt Bild zu diesem Denkmal hochladen | Gottfriedmühle; Böhmmühle Gelenau                           | Gelenau/Erzgeb., Fischweg 1 (Karte)                   | 18. Jh.   | ehem. Gottfriedmühle; Böhmmühle Gelenau; ehemaliges Wohnmühlenhaus einer Mühle; Obergeschoss Fachwerk, baugeschichtliche und ortsgeschichtliche Bedeutung. | 08986046 |
| Direkt Bild zu diesem Denkmal hochladen | Schüllermühle Gelenau                                       | Gelenau/Erzgeb., Venusberger Straße 4; 6; 10 (Karte)  | 1819      | ehem. Schüllermühle Gelenau; Mühlengebäude (Nr. 6/10) mit zwei Nebengebäuden (darunter Nr. 4); stattliches Mühlengebäude, nach 1838 erste Spinnerei in Gelenau und Ausgangspunkt der industriellen Entwicklung des Wilischtales, Fachwerk-Obergeschoss, Mansarddach, besondere baugeschichtliche und ortsgeschichtliche Bedeutung. | 08986051 |
|                                         | Büchelmühle Weißbach                                        | Weißbach, Grießbacher Straße 31-33 (Karte)            |           | ehem. Büchelmühle Weißbach |          |
| Weitere Bilder                          | Schlösselmühle Schlößchen                                   | Schlößchen, An der Schlösselmühle 10 (Karte)          |           | ehem. Schlösselmühle, Öl- und Mahlmühle des Ritterguts Porschendorf in Schlößchen, später Papierfabrik Wilischthal, abgerissen, genaue Lage unklar |          |

## Ausführliche Denkmaltexte
1. ↑  Die Höffer-Fabrik war die größte erhaltene Spinnmühle Sachsens, sie wurde 1838/39 durch den Mühlenbaumeister Christian Friedrich Uhlig für Carl Ferdinand Höffer errichtet, diente der Garnfabrikation und entwickelte sich später zum hoch spezialisierten Textilbetrieb, Aufschrift auf der Giebelseite: „Carl Ferdinand Höffer / Baumwoll Spinnerei und Färberei“, der mächtige Baukörper trägt ein hohes, abgewalmtes Mansarddach, längs beidseitig mit langen Hechtgaupen zur Belüftung und Beleuchtung zweier Dachgeschosse, die auf den fünf Vollgeschossen ruhen. Bekrönt wird das Anwesen durch einen zentralen Uhrenturm (darin Reste des Uhrwerks) als Dachreiter, mit Glockenstube und Welscher Haube. All diese Formelemente sind Anleihen aus der Schlösserarchitektur und bekunden das Selbstbewusstsein und Selbstverständnis des Erbauers.
2. ↑  Die ehemalige Wollreißerei in Scharfenstein, ursprünglich ein Werk der Chemnitzer Holzstofffabrik F. W. Strobel AG und in der letzten Betriebsphase als Teil des VEB Vereinigte Reißfaserwerke Crimmitschau bis 1990 Polsterwatte und Reißbaumwolle produzierend, nutzte nachweislich seit 1911 Wasserkraft zur Stromerzeugung für den Eigengebrauch. Aus dieser Zeit stammen wesentliche Bestandteile der bis heute erhaltenen Wasserkraftanlage, so etwa das breite Streichwehr in der Zschopau, der dort linksseitig vom Fluss abzweigende und über rund 1,2 Kilometer zum Produktionsstandort führende Oberwasserkanal sowie der nach rund 120 Metern wieder in den Fluss einleitende Unterwasserkanal. Herzstück der Anlage sind die Turbinen im Inneren des schlichten Turbinengebäudes, einem mitsamt seiner technischen Ausstattung erhaltener Anbau an der Ostseite des nur noch ruinös erhaltenen Produktionsgebäudes der ehemaligen Holzstofffabrik und späteren Wollreißerei. Ursprünglich wandelten darin zwei Girard-Turbinen die verfügbare Wasserkraft mithilfe von Generatoren in elektrische Energie um. Im Zuge einer Teilmodernisierung der Wasserkraftanlage um 1920 kamen stattdessen zwei liegende Francis-Zwillingsturbinen zur Aufstellung, die nicht – wie üblicherweise – in einem Schacht oder in den bekannten Spiralgehäusen eingebaut sind, sondern in einem zylindrischen Querkessel. Auf einer liegenden Welle sind jeweils zwei Francis-Turbinen spiegelbildlich als Zwillingsturbine montiert. Ein Zuleitungsrohr führte das Oberwasser quer zur Achse in den querliegenden Kessel ein, trieb dort die Laufräder der Turbinen an und strömte über ein gemeinsames Saugrohr in der Kesselmitte senkrecht nach unten aus dem Kessel heraus in den Unterwasserkanal.
Die beiden sogenannten Querkesselturbinen begründen einen besonderen technikgeschichtlichen Wert der erhaltenen Wasserkraftanlage. Diese Bauart kam typischerweise in kleinen Wasserkraftanlagen, bei denen große Wassermengen bei mittleren Gefällen zur Verfügung standen, zum Einsatz. Nach derzeitigem Wissensstand handelt es sich bei den vorliegenden Turbinen um die einzigen dieser Bauart, die sich in Sachsen erhalten haben. Ihre Funktionsweise und das Zusammenspiel von hydrologischen Verhältnissen (Wassermenge, Gefälle) und stromerzeugender Technik werden an den wasserbaulichen Anlagen (u. a. dem durchschnittlich fünf Meter breiten Oberwasserkanal) ebenso augenscheinlich wie an der durch die Sichtbarkeit der einzelnen Bestandteile bestechenden Wasserkraftanlage im Turbinengebäude selbst – im Gegensatz etwa zu solchen Anlagen, bei denen sich die Turbinen in einem verborgenen Schacht befinden. Zudem ist die Wasserkraftanlage auch Zeugnis der Produktionsgeschichte am Standort und damit wirtschaftsgeschichtlich von Bedeutung (LfD/2020).
3. ↑  Die Hennersdorfer Baumwollspinnerei wurde um 1830 erbaut. Als Architekt wird Christian Friedrich Uhlig vermutet. Bauherr war die Spinnerei Greding. 1858 erwarb die Firma Hösel und Co. die Hennersdorfer Spinnerei, 1888 bis 1970 befand sie sich im Eigentum der Firma J. G. Leistner. Ab 1972 wurde die Fabrik durch mehrere Möbelbetriebe als Produktionsstätte genutzt. Schließlich kaufte 1991 die Werk- und Studiengemeinschaft Gnadenthal das gesamte Grundstück und baute die Fabrik um, so dass die Räumlichkeiten für eine christliche Lebensgemeinschaft und als geistliches Begegnungszentrum genutzt werden konnten. Der neue Eigentümer bemühte sich um eine denkmalgerechte Sanierung. Durch Schwammbefall waren aber z. B. die Deckenkonstruktionen im Inneren nicht zu halten, so dass das gesamte Fabrikgebäude entkernt werden musste. Im Laufe der Zeit war es schon zuvor zu mehreren Vereinfachungen gekommen. So wurde an das Spinnereigebäude ein 6-geschossiger Anbau (vermutlich Fahrstuhlschacht oder Treppenhaus) angefügt, der bei der Sanierung entfernt wurde. Das ursprüngliche Satteldach mit halbem Schopf wurde in ein Walmdach umgewandelt. Die prägenden Dachhechte waren entfernt worden und auch bei der in den 1990er Jahren erfolgten Sanierung leider nicht rekonstruiert worden.
Das Spinnereigebäude ist ein viergeschossiger Putzbau mit regelmäßig angeordneten Rechteckfenstern. Abgeschlossen wird es, wie bereits erwähnt, durch ein Walmdach. Gegenüber steht noch das ehemalige Wohn- und Verwaltungsgebäude, ein breitlagernder Bau mit Mittelrisalit. Das Haus wurde durch ein hohes Satteldach mit mehrreihig angeordneten Dachhechten abgeschlossen. Bekrönt wurde es von einem kleinen Uhrtürmchen, welches schon zum Zeitpunkt der Denkmalausweisung im Jahr 1994 nicht mehr vorhanden war. In Richtung Eisenbahnstrecke ist ein Querflügel mit hohem Walmdach angefügt. Die Hoffläche zwischen beiden Gebäude hatte offensichtlich ursprünglich ein repräsentatives Erscheinungsbild mit großem Springbrunnen und einem Gartenhaus. Heute blieben nur das Spinnerei und das Wohn- und Verwaltungsgebäude erhalten. Trotz gewisser baulicher Vereinfachungen sind beide Bauwerke typische industrielle Zweckbauten. Als Beispiele des Industriebaus des beginnenden 19. Jh. und vermutlich als Bauten, die nach Entwürfen des bedeutenden Architekten Christian Friedrich Uhlig entstanden, der auch durch zahlreiche Kirchenbauten im 19. Jh. bekannt war, erlangen die genannten Bauten baugeschichtliche Bedeutung. Als Standort einer der frühen sächsischen Spinnereien kommt diesen auch eine große industriegeschichtliche Bedeutung zu (LfD/2012).
4. ↑  Im Jahr 1869 für Frau Johanna Christiana verw. Felber vermutlich als Mehrfamilienwohnhaus erbaut. Am 28. Juli 1884 kaufte der Wollhändler Friedrich Ferdinand Löschner das Grundstück von Adolph Felber (vermutlich Erbe der Vorbesitzerin). Seit 27. Nov. 1900 war der Wattfließfabrikant Ernst Heinrich Uhlmann neuer Eigentümer des Hauses. Er ließ 1908 eine hölzerne zweigeschossige Veranda am Südgiebel anbauen. Seit 1910 bis vermutlich 1950 befand sich das Haus im Eigentum von Frau Lina Sophie verw. Dessart, geb. Trinkmann. Sie ließ 1912 umfangreiche Baumaßnahmen am Haus durchführen. Aus dieser Zeit stammen der separate Eingang östlich des Hauseingangs sowie diverse Balkonanbauten. Die Baumaßnahmen aus den Jahren 1908 und 1912 prägen heute das Erscheinungsbild des Gebäudes maßgeblich, obwohl der ursprüngliche zweigeschossige Putzbau mit Mittelrisalit sowie weitgehend die Raumstruktur von 1869 beibehalten wurde.
Aus den Bauplänen des Jahres 1908 kann man entnehmen, dass das Haus wohl als Vierfamilienwohnhaus errichtet wurde. Auf jeder Etage befanden sich beiderseits des Hausflurs jeweils eine Wohnung mit Stube, Kammer und Küche. An der Raumaufteilung im Haus änderte sich auch 1912 nichts. Lediglich die Erdgeschosswohnung in der rechts des Hauseingangs befindlichen Haushälfte wurde durch einen separaten überdachten Eingang, ein großes Rundbogenfenster und einen Wintergarten aufgewertet. Möglicherweise wohnte hier die Hauseigentümerin selbst. Trotz nachfolgender Sanierungen blieb bis heute die Raumstruktur des Hauses sowie das Dachgeschoss mit diversen Kammern der Erbauungszeit weitgehend unverändert erhalten.
Geprägt wird der zweigeschossige zeittypische Putzbau durch den Mittelrisalit mit Dacherker, Fensterverdachungen im Obergeschoss sowie Gauben mit Schwebegiebeln aus der Erbauungszeit und den südwestlichen Verandaanbau, das markante Haustürvordach, den Wintergartenanbau nordöstlich mit Balkon im Obergeschoss sowie weitere Balkone an der Nordtraufseite von 1912. Wie bereits erwähnt, wurde die Veranda vollständig in Holz ausgeführt. Auch die Balkone, sicherlich ebenso durch den sog. „Schweizer Stil“ geprägt, bilden eine harmonische Ergänzung des Ursprungsbaus. Beeindruckend ist der sehr gute Originalzustand des Hauses. Neben der Häusergruppe Erdmannsdorfer Straße 2, welche annähernd zeitgleich erbaut und etwa zur gleichen Zeit erweitert wurde, gibt es keine weiteren authentisch erhaltenen Bauwerke aus der 2. Hälfte des 19. Jh. im Ort, welche noch einmal zu Beginn des 20. Jh. eine gestalterische Aufwertung erfuhren. Es ist wohl anzunehmen, dass das Wohnhaus Augustusburger Str. 27 ebenso wie der Hauskomplex an der Erdmannsdorfer Straße in ihrer Gestaltung maßgeblich durch die Architektur der Augustusburger Landhäuser geprägt wurden, wenn nicht sogar die Handschrift einzelner Baumeister tragen. Der Denkmalwert des Wohnhauses Augustusburger Str. 27 ergibt sich zum einen aus dessen baugeschichtlichem Wert als Beispiel des schon städtisch geprägten Bauens in den zunehmend durch die Industrialisierung geprägten Dörfern im Umland von Chemnitz im ausgehenden 19. und beginnenden 20. Jh. Zum anderen kommt dem Gebäude auch ein ortsentwicklungsgeschichtlicher Wert zu.
Die zunehmende Industrialisierung führte auch dazu, dass sich im 19. Jh. in den Dörfern  entlang der Zschopau aus den Mühlen Textilfabriken bildeten. So z. B. die Spinnfabrik des Chemnitzer  Kaufmanns Friedrich Wilhelm Greding, die bereits seit 1831 in Hennersdorf betrieben wurde. Neben anderen Gewerken, wie z. B. Holzschleifereien und Sägewerke entstand  1885 durch Umbau die Wattefließfabrik von Ernst Heinrich Uhlmann. Damit verbunden war ein erhöhter Bedarf an Arbeitskräften und somit bestand die Notwendigkeit zur Schaffung von Wohnraum. Neben Wohnraum für Arbeiter wurde auch Wohnraum für Angestellte benötigt. Es ist davon auszugehen, dass das o. g. Wohnhaus auch im Kontext dieser Wohnraumbeschaffung vermutlich für Angestellte oder auch Arbeiter erbaut worden war. Als Beispiel der im Zusammenhang mit der Industrialisierung stehenden Ortsentwicklung erlangt dieses Gebäude damit ortsentwicklungsgeschichtliche Bedeutung (LfD/2015).
5. ↑  Ehemalige Rittergutsmühle des Schlosses Lichtenwalde. Abweichend von anderen sächsischen Adelssitzen ist schon im 16. Jh. für Lichtenwalde die Einheit von Schloss, großem Rittergut und Schlossmühle belegt. Noch heute befinden sich die jeweiligen Bestandteile am historischen Standort. Das gilt auch für das Ensemble der Schlossmühle. Die große Vorbildhaftigkeit der Schlossmühle mit Wehr- und Mühlgraben für die Tradition der gesamten Region und der landesgeschichtlich hochbedeutsame Wert der Sonderform Schloss Lichtenwalde begründet das öffentliche Erhaltungsinteresse an diesem Mühlenkomplex. Erhalten haben sich am Standort das zweigeschossige, in Fachwerkbauweise errichtete Kunstwärterhaus, die Außenmauern des Mühlgebäudes und das anschließende zweite Mühlgebäude. Das Kunstwärterhaus entstand um 1750 – im Zuge des Neubaus des Barockschlosses (1722–1726) und der damit einhergehenden aufwändigen Parkgestaltung unter der Familie von Watzdorf im Bereich der ehemaligen Rittergutsmühle am Flusslauf der Zschopau. Das Gebäude samt unterirdisch verlegter, ursprünglich hölzerner Wasserleitungen diente der Wasserversorgung des Schlossparks von Lichtenwalde und zählte zu den unverzichtbaren technischen Anlageteilen der historischen Gesamtanlage. Das mittels eines Wehres unterhalb des Kunstwärterhauses angestaute Wasser der Zschopau wurde über ein ausgefeiltes Rohrleitungssystem ca. 65 m auf das Niveau der Parkanlagen in die Höhe gepumpt und dort zum Betrieb der aufwändigen Wasserspiele in einem Wasserreservoir (Bassin) gespeichert. Sechzig Brunnenanlagen und Wasserbecken wurden derart künstlich gespeist. Sachsenweit war das Kunstwärterhaus, welches gleichzeitig als technische Einrichtung und vermutlich auch als Wohnhaus des Meisters der Wasserkunst fungierte, bislang das einzig erhaltene Gebäude dieser Denkmalgattung, das in anschaulicher Art die ursprüngliche Funktionsweise solcher historischer technischer Bauleistungen abbildet. Aufgrund seines ruinösen Zustands wurde das Kunstwärterhaus jüngst abgebrochen. Die aus der Barockzeit stammende technische Ausstattung des Kulturdenkmals ist nicht mehr erhalten. Bereits im 18. Jh. erreichte die Lichtenwalder Parkanlage aufgrund der Vielzahl seiner Wasserspiele und Brunnenanlagen einen hohen Bekanntheitsgrad über die Grenzen Sachsens hinaus. Heute zählt sie zu den herausragenden Zeugnissen der sächsischen Gartenkunst des 18. Jahrhunderts. Das sich daran anschließende Mühlengebäude stammt im Kern wohl aus dem 16. Jh. sowie aus der Zeit 1870/80. Vom Gebäude sind die Außenmauern erhalten. Es handelt sich um einen ehemaligen dreigeschossigen Putzbau mit barocken Korbbogenfenstern im Erdgeschoss. Um 1870/80 wurde das Gebäude umgebaut. Im Inneren befand sich ein hölzernes zeittypisches Tragesystem. Die technische Ausstattung blieb nicht erhalten. Vor allem durch mehrere Hochwasserereignisse verfiel die Mühle. An die Mühle schließt sich Mühlenwohnhaus an, ein zweigeschossiger Fachwerkbau mit massivem Erdgeschoss und Satteldach, um 1850/60 erbaut. Das Gebäude wurde denkmalgerecht saniert.
Gegenüber des Mühlenwohnhauses, etwas erhöht am Hang steht das zweigeschossige Seitengebäude, ebenfalls in den letzten Jahren denkmalgerecht saniert. Die Bauzeit wird auf vor 1700 geschätzt. Das zweigeschossige Fachwerkhaus besitzt ein massives, tonnengewölbtes Erdgeschoss, ein Hinweis auf die Nutzung als Lagergebäude der Mühle.
6. ↑  Zeittypische Anlage, ursprünglich Dreiflügelanlage mit Hauptgebäude sowie zwei rückwärtig anschließenden Seitenflügeln, heute noch bestehend aus einem zweigeschossigen Haupt- sowie einem eingeschossigen Seitengebäude. Hauptgebäude im Erdgeschoss aus Bruchsteinmauerwerk, im Obergeschoss aus verputztem Fachwerk, darüber beidseitig mit langem Dachhecht versehenes Krüppelwalmdach; zwei Stichbogenportale mit Schlussstein sind bez. und dat. mit „R. 1818“, südliches Portal mit vermutlich originaler Tür, nördliches Portal ausgemauert und mit Fenster versehen; originale Fensteröffnungen im Erdgeschoss mit Porphyrgewänden, im Obergeschoss mit fein gegliederten Holzeinfassungen; gewölbte Innenräume (z.T. Kreuzgratgewölbe) im Erdgeschoss, Obergeschoss mit Zwischendecke aus Holz, darüber ausgebautes Dachgeschoss.
Seitengebäude zur Zschopau gerichtet direkt an Hauptgebäude anschließend, aus Bruchsteinmauerwerk mit einseitig abgewalmtem Satteldach; hofseitig stärker ausgeprägter Dachüberhang erhalten, unter dem einst die gefärbten Waren zum Trocknen aufgehängt wurden. Die „Alte Rothfarbe“ war eine ursprünglich auf Lichtenauer Flur von der Frankenberger Weberinnung genossenschaftlich betriebene Türkischrotfärberei, die nach Begradigung der Zschopau im 18. Jahrhundert auf die Neu-Lichtenauer Flur und damit auf das Frankenberger Stadtgebiet verlegt wurde. Einst bezeichnete „Rothfarbe“ das gesamte Areal rund um das vermutlich 1818 errichtete und heute noch erhaltene Gebäude, letztlich ging die Bezeichnung aber auf dieses über. Noch bis 1847 als Färberei betrieben, ging die Anlage um 1880 in den Besitz der neu in unmittelbarer Nachbarschaft angesiedelten Steppdecken- und Reformbettenfabrik M. Steiner & Sohn, der späteren Paradiesbettenfabrik (vgl. Einzeldenkmaldokument – ID-Nr. 09244233), über und wurde seither als Wohnhaus genutzt.
Heute verweist nicht nur die Bezeichnung „Alte Rothfarbe“ sowie die erhaltenen Dachüberhänge am Seitengebäude als bau- und technikgeschichtlich relevante Details auf den einst hier vollzogenen Färbeprozess, sondern auch der Standort in Nähe der Zschopau, welche die großen Wassermengen zum Färben und Spülen der Garne und Webwaren verfügbar machte. Als letztes erhaltenes Färbereigebäude von ursprünglich mehreren in und um Frankenberg gelegenen Färbereistandorten hat die „Alte Rothfarbe“ heute Seltenheitswert. Allein auf Gunnersdorfer Flur gab es 1747 drei Baumwollfärbereien. Das Färbereigewerbe war dabei eng mit der für Frankenberg wirtschaftlich wichtigen Webwarenindustrie verknüpft und begründet damit auch eine stadtgeschichtliche Bedeutung der Anlage (LfD/2012).
7. ↑  Einzeldenkmale der Sachgesamtheit Spinnerei Sachsenburg: Produktionsgebäude (An der Zschopau 6, Flurstücke 10/33, 10/34, 10/36, 10/37, 10/38), Schornstein, Wehranlage, Betriebsgraben und Freifluter mit Uferstützmauern und Steindeckwerk, Ballenbrechergebäude (An der Zschopau 6b, Flurstück 10/25), Reste (Sockelgeschoss) der ehem. Fabrikanten- und späteren Kommandantenvilla (An der Zschopau 10, Flurstück 10/28), Wohnhaus (An der Zschopau 2, Flurstück 10/24) mit Arrestzellen des ehemaligen Konzentrationslagers im Erdgeschoss sowie museal präsentierter Wäschemangel, ehem. Beamtenwohnhaus (An der Zschopau 5, Flurstück 10/19), Mietshaus (zuvor Garnlager und Kontorgebäude, An der Zschopau 7, 8, Flurstück 10/38), Pförtnerhaus (An der Zschopau 3, Flurstück 10/36), Torpfeiler (siehe auch Sachgesamtheitsliste – ID-Nr. 09305857, An der Zschopau); landschaftsbildprägendes Ensemble aus umfangreich erhaltenen baulichen und technischen Anlagen aus dem 19. und 20. Jahrhundert, dokumentieren verschiedene Nutzungsperioden in der Geschichte des Industriestandorts, darunter den Betrieb als eine der größten Spinnereien des Chemnitzer Raumes, von ortsgeschichtlicher und überregionaler industriegeschichtlicher Bedeutung, aufgrund der beiden im Kern noch erhaltenen und ablesbaren Ursprungsbauten des Produktionsgebäudes (Spinnmühle in zeittypischer Form sowie Getreidemühle in Form einer »amerikanischen Mühle«) auch von baugeschichtlicher Bedeutung, darüber hinaus wurde der Komplex zwischen 1933 und 1937 als Konzentrationslager („Schutzhaftlager“) Sachsenburg genutzt, damit kommt dem erhaltenen Ensemble als Zeugnis eines der frühen Konzentrationslager während der nationalsozialistischen Diktatur zudem eine herausragende zeitgeschichtliche Bedeutung zu.
8. ↑  
Die Schubert-Mühle liegt am südlichen Ortsrand des Waldhufendorfes Krumbach. Über ihre Geschichte ist wenig bekannt. Bis 1956 soll sie ausschließlich mit Wasserkraft, gespeist aus dem Ottendorfer Bach, gearbeitet haben. Danach erfolgte der Antrieb durch einen Elektromotor. 1986 wurde der Mühlenbetrieb eingestellt. Zum Mühlenanwesen gehören mehrere Gebäude, die beidseits der Dorfstraße stehen. Die Hauptgebäude mit Müllerwohnhaus, Mühlengebäude und einer Scheune befinden sich im Süden. Rückwärtig der Gebäude verläuft der die Mühle einst antreibende Ottendorfer Bach. Schon im Äußeren ist den Bauten abzulesen, dass sie unterschiedlichen Zeiten entstammen bzw. durch Umbauten verändert wurden. Das Müllerwohnhaus geht im Kern sehr wahrscheinlich auf das 18. Jh. zurück. Veränderungen am Dachwerk weisen darauf hin, dass der Fachwerkbau ursprünglich etwas kürzer war und ein Satteldach hatte; die Giebelabschlüsse und die zumindest auf der Ostseite klar erkennbare Verlängerung wurden nachträglich ausgeführt. Einzelelemente des massiven Erdschosses wie das Türportal gehören in die Mitte des 19. Jh.; ob damit auch die Zeit der zuvor genannten Veränderungen benannt ist, muss offen bleiben.
Das Mühlengebäude ist ebenfalls kein einheitlicher Bau, sein unterer Teil ist den Formen der Natursteingliederungen nach ins ausgehende 18. Jh. zu datieren. Wahrscheinlich um 1870/80 erfolgte die Aufstockung in Ziegelmauerwerk. Außer der Radstube auf der Gebäuderückseite zeugt die weitgehende erhaltene Mühlentechnik von der Funktionsweise und den Arbeitsabläufen des Mühlenbetriebs. Im Einzelnen entstammt auch die Mühlentechnik unterschiedlichen Zeiten, wobei die ältesten Teile nicht weiter als ins 19. Jh. zurückgehen. Der Scheunenanbau ist wie die Aufstockung des Mühlengebäudes um 1870/80 zu datieren. Gegenüber, auf der Nordseite der Straße, steht eine weitere Scheune, die wohl um 1850 errichtet wurde. Technologisch stellt sie eine Besonderheit dar, da es sich um ein Beispiel der Kalk-Pisé-Bauweise handelt, ein Verfahren das in Anlehnung an die Lehmstampfbauweise entwickelt und um 1843 in Deutschland zuerst angewendet wurde. In der zweiten Hälfte des 19. Jh. wurde die Scheune nach Osten hin in Ziegelmauerwerk erweitert.
Der Denkmalwert der Schubert-Mühle in Krumbach, die weitgehend in ihrem historisch gewachsenen Baubestand erhalten ist, ergibt sich aus ihrer bau-, orts- und technikgeschichtlichen Bedeutung. Seit alters sind Mühlen notwendige Einrichtungen der Nahrungsgewinnung und -versorgung, somit dokumentieren historische Zeugnisse des Mühlenwesens wie hier einen wichtigen Bereich des Lebens und Wirtschaftens in der Vergangenheit. In der Bauform und technischen Ausstattung veranschaulicht sich ihre frühere Funktionsweise, in diesem Fall einer ehem. Wassermühle. Zudem verweisen Mühlen und ihre einstigen Betreiber - für Krumbach ist außer der Schubert-Mühle eine weitere Mühle belegt - auf die Ortsentwicklung, u. a. die Sozialstruktur betreffend, sodass sich daraus ortsgeschichtliche Aussagewerte ergeben. Bei diesem Objekt ist überdies die besondere Bautechnik (Kalk-Pisé-Bauweise) der nördlichen Scheune hervorzuheben, die im regionalen Rahmen Mittelsachsen eine Seltenheit darstellt (LfD/2022).
9. ↑  Elektrizitätswerk Mittweida: Gebäudebestand in historisierenden Stilformen erbaut, als Zeugnis verschiedener Formen der Elektrizitätserzeugung an einem Standort und als erstes sächsisches Pumpspeicherwerk von nationaler technikgeschichtlicher und darüber hinaus stadtgeschichtlicher sowie baugeschichtlicher Bedeutung, zudem landschaftsbildprägend.
10. ↑  Villa: „Linquenda“, auf unregelmäßigem Grundriss, verputzt, zweigeschossig, Dachausbau, nach vorne dreiseitige Auslucht, Terrasse. Letztes bauliches Zeugnis der bedeutenden Papierfabrik Kriebstein, welche 2012 abgebrochen wurde. Der Denkmalwert der Fabrikantenvilla ergibt sich aus ihrer besonders typischen Ausprägung, ihrer Authentizität und Komplexität sowie ihrer baukünstlerischen Qualität. Als letztes bauliches Zeugnis einer der bedeutenden Papierfabriken Sachsens erlangt die Fabrikantenvilla auch geschichtliche Bedeutung.
Muldenwehr: breites Überlaufwehr unterhalb der Burg Kriebstein, wohl von 1903, möglicherweise mit einigen späteren Ergänzungen, diente der Versorgung der alten Kriebsteiner Papierfabrik mit ihrem immensen Bedarf an Wasser, sowohl für die mechanische Aufbereitung der Ausgangsstoffe als auch für die Herstellung des Papierbreies. Damit ist das Wehr ein gut sichtbares und wesenhaftes technisches Zeugnis der Papierproduktion an einem der traditionsreichsten Standorte der Papierherstellung in Sachsen (Firma Niethammer & Kübler). Das Wehr bezeichnet außerdem den historischen Standort früherer, nachweisbarer Wehranlagen, die einer bereits seit dem 15. Jahrhundert an dieser Stelle belegten Mahlmühle dienten. Somit tradiert es einen seit Jahrhunderten bekannten Ort der produktionstechnischen Wasserkraftnutzung.
Die eindrucksvolle Wehranlage, die in vergleichbarer Weise inzwischen nur noch vereinzelt anzutreffen ist, erlangt ortsgeschichtliche und industriegeschichtliche Bedeutung (LfD/2012).
11. ↑  Im Jahr 1520 wurde direkt neben der kurfürstl. Schmelzhütte durch den Buchholzer Bergvogt Matthes Busch die sogenannte Vordere Mühle errichtet (später Naumannmühle), die nach dem Tod des Bergvogts kurfürstlicher Besitz und verpachtet wurde. Es handelte sich um eine wassergetriebene Mühle mit zwei Gängen und Mühlgraben. Von 1703 ist ein Brand bekannt, der aber wohl nur wenig Schaden anrichtete.
Seit 1888 Stiefelmühle (Besitzer Heinrich Bernhard Stiefel aus Dittersdorf), der sie in den 1930er Jahren verkaufte. Eine Bäckerei wurde eingerichtet, der Betrieb erfolgte bis 1960.
Das langgestreckte, zweigeschossige Mühlengebäude mit Fachwerkobergeschoss und einem Bäckerladen im EG. Das schiefergedeckte, abgewalmte Satteldach mit wenigen Öffnungen. Zur Anlage gehören ein Anbau und ein Wirtschaftsgebäude. Diese Mühle an der Sehma weist eine Standorttradition auf, die fast bis zur Stadtgründung zurückreicht. Sie ist deshalb nicht nur bau- und wirtschaftsgeschichtlich von Bedeutung, sondern auch von Relevanz für die Ortsentwicklung (LfD/2013).
12. ↑  Die sogenannte »Thielefabrik« wurde um 1860 in der Talaue des Pöhlbach südlich der Ortslage Königswalde erbaut. Der dreigeschossige massive Putzbau (Erdgeschoss als Bruchstein-, Obergeschoss als Ziegelmauerwerk) diente als Produktionsgebäude. Angeschlossen war zudem ein Wohngebäude, welches in Anklängen des Schweizer Stils ebenso wie das Fabrikgebäude mit Segmentbogenfenstern und einem flachen, überstehenden Satteldach ausgeführt war, so dass der gesamte Komplex als Einheit verstanden werden kann. Um 1900 ließ der Pappenfabrikant Emil Wünsche verschiedene Umbaumaßnahmen durchführen. 1918 übernahm Heinrich Wilhelm Gutberlet die Pappenfabrik und plante deren Erweiterung um ein Maschinen- und Kesselhaus, um das bisher auf die Herstellung von Grau- und Holzpappen beschränkte Sortiment um Lederpappen zu vergrößern. In den 1920er Jahren wurde die Fabrik erweitert und modernisiert. 1934 erfolgte die Baugenehmigung zum Ausbau der Fabrik als Arbeitsdienstlager. Diesen Teil der Gebäude (Ortsl.-Nr. 126b) übernahm 1936/37 Walter Thiele zur Posamentenfabrikation. Er beanspruchte auch die Wohnräume im Wohnhaus der Firma H.W. Gutberlet für sich bzw. als Werkarbeiterwohnungen. Die Textilfabrikation blieb die nächsten Jahrzehnte im Familienbesitz bestehen. Seltenheitswert haben die Turbinen von Schindler (1909), die noch in Betrieb sind. Zu den erhaltenswerten technischen Anlagen gehört auch der 550 Meter lange Wassergraben. Die Thielefabrik ist als Beispiel des ästhetischen Anspruchs die industrielle Produktion mit der Formensprache klassischer Architektur zu vereinen baugeschichtlich, industriegeschichtlich und ortsgeschichtlich von Bedeutung. Zudem entspricht die Anlage als Industriemühle im Tal bildlich dem Element einer typisch sächsischen Kulturlandschaft (LfD/2012/2020).
13. ↑  
Schützmühle Ehrenfriedersdorf: Nördlich der Stadt gelegenes Wohn- und Mühlengebäude sowie Scheune einer ehemaligen Wassermühle an der Wilisch. Die Mühle wurde erstmals 1444 urkundlich als kurfürstliche Kommunmühle erwähnt. 1780 übernahm sie der aus Chemnitz stammende Oberlehrer Hillig und betrieb sie privat als Mahl-, Säge- und Ölmühle mit vier Mahlgängen und einem Malzgang. Im 19. Jahrhundert erhielt sie den Namen Schützmühle, benannt nach ihrem damaligen Besitzer. Nach einem Brand um 1860 wurde der Mühlbetrieb schließlich eingestellt und in den Gebäuden eine Sägemühle und Holzschleiferei für die Papierherstellung eingerichtet. Ab 1865 wurden die Gebäude ausschließlich für Wohnzwecke und als Bauernhof genutzt. Die technische Ausstattung sowie Mühlgraben und die ehemals südlich gelegenen vorhandenen Stauteiche sind nicht mehr erhalten. Nur die im Innenhof erhaltenen Mahlsteine zeugen vom ehemaligen Mühlenstandort. Das Erdgeschoss des Wohn- und Mühlgebäudes ist in Bruchsteinmauerung erbaut, das Obergeschoss sowie der nördliche Giebel sind verbrettert. Gedeckt wird das Gebäude von einem Satteldach mit langgestreckter Hechtgaupe, wahrscheinlich ehemals in Schieferdeckung. Die Scheune wurde an der Straße parallel zum Mühlgebäude ebenfalls in Bruchsteinmauerung und verbrettertem Obergeschoss errichtet. Auch dieses Gebäude wird von einem Satteldach bedeckt. Die erhaltenen baulichen Überkommenschaften der Schützmühle legen Zeugnis vom ältesten Mühlenstandort der Bergstadt Ehrenfriedersdorf ab. Die Mühle ist daher von ortsgeschichtlicher Bedeutung (LfD/2020).

## Landkarten-Archiv
- Messtischblatt 469 Annaberg (1910) (abgerufen am 24. Juli 2025)
- Messtischblatt 442 Chemnitz (1910) (abgerufen am 24. Juli 2025)
- Messtischblatt 416 Döbeln (1910) (abgerufen am 24. Juli 2025)